# Technocritique
 (février 2024).

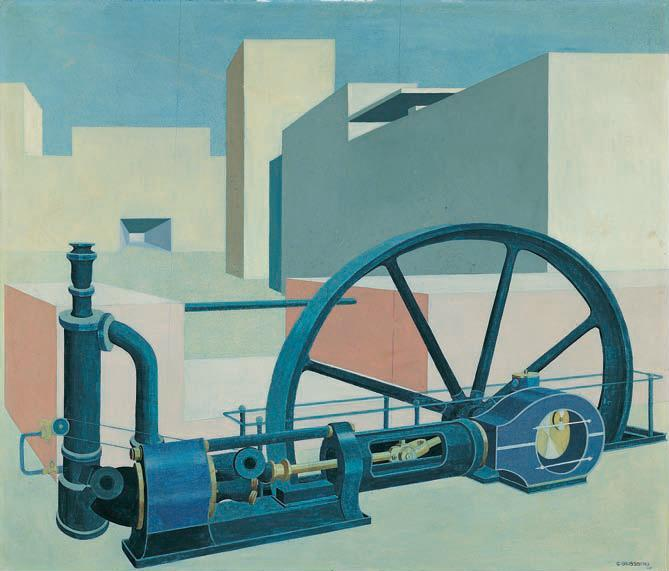
Le « progrès technique » a suscité un grand nombre de critiques de philosophes et d'essayistes mais aussi des réactions d'artistes ; tantôt élogieuses (comme ici Composition avec turbine, de l'Allemand Carl Grossberg, 1929), tantôt ironiques (par exemple chez les da-daïstes M. Duchamp et F. Picabia).

Le néologisme technocritique définit un courant de pensée axé sur la critique du concept du « progrès technique », en tant qu’idéologie née au XVIIIe siècle durant la Révolution industrielle et qui, depuis la Seconde Guerre mondiale, s'ancre dans les consciences, principalement sous les effets de l'automatisation (la mécanisation ou le machinisme) et de l'informatisation. Elle confronte notamment le progrès avec les besoins des utilisateurs, employés ou les systèmes démocratiques.
Le terme est forgé en 1975 par l'ingénieur et philosophe français Jean-Pierre Dupuy.
La pensée technocritique s'amorce au début du XIXe siècle en Grande-Bretagne (qui était à l'époque la première nation industrielle) avec la révolte luddiste. Elle prend alors la forme d'un rejet catégorique du machinisme. Elle évolue ensuite au fur et à mesure que prospère l'industrie et que les humains s'y acclimatent. Elle connaît un regain d'intérêt au début des années 1970, quand la crise écologique devient patente. Elle s'associe alors à l'écologisme tout en restant parfois critique à son égard.
On peut ranger dans le courant technocritique du XXe siècle : Georges Bernanos, Jean Giono, George Orwell, Simone Weil, Aldous Huxley, Lewis Mumford, René Barjavel, Jacques Ellul, Bernard Charbonneau, Günther Anders, Ivan Illich et, plus récemment, Evgeny Morozov, ainsi qu'en France des publications des Éditions de l'Encyclopédie des Nuisances, à travers notamment Jaime Semprun et René Riesel, et également Serge Latouche, Éric Sadin et Olivier Rey.
Dans son sens le plus restreint, la pensée technocritique s'apparente à une critique des machines et technologies (Mumford, Le Mythe de la machine). Dans un sens plus large, elle définit la technique non seulement comme un ensemble d'infrastructures matérielles mais aussi comme un système de pensée incluant un très grand nombre de procédures et dispositifs immatériels (ex. organisation du travail, techniques de management, relations publiques…) questionnant, au-delà du phénomène de l'industrialisation, le processus de rationalisation et sa sacralisation (Ellul, Les Nouveaux Possédés et Le Système technicien).
Même si elle peut inclure des universitaires, la technocritique se démarque radicalement de la sociologie des techniques, qui constitue une activité académique spécialisée — exercée exclusivement par des universitaires — dont l'approche est pragmatique, alors que la principale caractéristique de la technocritique est d'être militante et de s'inscrire dans le cadre d'une dénonciation de l'idéologie du progrès. D'un point de vue politique, elle s'inscrit toutefois en marge du traditionnel clivage gauche-droite. Partant en effet du constat que le socialisme et le capitalisme ont en commun de célébrer le « progrès technique », les postures partisanes lui sont étrangères. Elle se traduit essentiellement par un engagement pour un monde antiproductiviste et décroissant.
En 2014, l'historien François Jarrige s'est efforcé de décrire et d'analyser les diverses composantes de ce courant de pensée depuis son émergence jusqu'à nos jours.

## Principes
Par-delà son hétérogénéité, la posture technocritique peut se résumer en dix principes :
- Définie comme « la recherche absolue de l'efficacité maximale en toutes choses »[6], la technique est devenue la valeur cardinale dans les pays industrialisés mais la société n'est plus qualifiée d'« industrielle » mais de « technicienne »[7].
- Du fait que le socialisme autant que le capitalisme a vanté le « progrès technique », la technocritique se situe en marge du clivage gauche-droite.
- La montée en puissance de l'industrialisation ayant coïncidé avec celle des États-nations, la technocritique est en revanche teintée de sensibilité libertaire, voire anarchiste.
- Partant de l'idée que « la plus extraordinaire machine jamais inventée et construite par l'homme n'est autre que l'organisation sociale »[8], la technocritique ne réduit pas la notion de technique au machinisme et aux « technologies » mais inclut par exemple la bureaucratie dans le système technicien[9].
- Considérant que, sous l'effet de l'urbanisation (elle-même causée par l'industrialisation), la société s'est massifiée et que, du coup, la démocratie s'est fortement institutionnalisée et bureaucratisée (système parlementaire centralisé, poids des partis, professionnalisation du personnel politique…), la thèse est soutenue que la démocratie s'est vidée de son sens : on la dit « représentative » mais le vote ne correspond plus en fait qu'à un vaste système de délégation de la responsabilité[10].
- Partant de l'idée que l'industrialisation est source de prolétarisation mais fondant ses analyses sur une critique de la valeur-travail, elle s'inscrit dans l'héritage intellectuel de Karl Marx tout en se démarquant du marxisme (elle s'apparente en revanche aux marxiens).
- Considérant que l'industrie affecte les écosystèmes, elle associe sa réflexion à celle de l'écologisme[11] tout en se différenciant des tenants du développement durable, lesquels ne remettent pas en question la notion de développement[12], tout en s'en démarquant parfois (lire supra).
- Postulant que l'industrialisation s'appuie sur une conception du monde étroitement matérialiste (depuis le mouvement de déchristianisation qui s'est amorcé en Europe au XVIIIe siècle), les penseurs technocritiques se prononcent pour une déqualification du confort matériel en tant que valeur et en revanche pour une requalification de la « simplicité volontaire ». Ce faisant, ils invitent à rompre avec le paradigme de la croissance économique et promeuvent le concept de décroissance
- Considérant qu'aux valeurs républicaines (liberté, égalité, fraternité), l'idéologie technicienne a substitué « la recherche de l'efficacité maximale en toutes choses »[13], ils se réclament d'une éthique de la « non-puissance »[14].
- Affirmant enfin qu'il est « illusoire de croire que l'on modifiera quoi que ce soit par la voie institutionnelle »[15], ils affirment que c'est uniquement en changeant leurs modes de penser et de vivre que les humains pourront se libérer de l'aliénation technicienne.

Ces principes ne doivent pas laisser supposer que la pensée technocritique forme un mouvement unitaire. Il existe en effet entre eux plusieurs lignes de fracture. On peut en particulier distinguer deux grandes tendances :
- l'une, objectiviste et volontariste, héritée du luddisme, considérée comme technophobe, où l'on postule que la technologie, à travers ses multiples artefacts, exerce une « tyrannie » sur les humains[16], et de laquelle ceux-ci ne peuvent se libérer qu'en les éliminant de leurs cadres de vie et/ou en recourant à des « technologies douces » ou non aliénante.
- l'autre, cultivant la dialectique sujet-objet et d'orientation essentiellement ellulienne, où l'on considère que ce n'est pas la technique qui nous aliène mais le sacré transféré à la technique[17] et où l'on estime qu'il n'est possible de se libérer de cette aliénation qu'en cultivant en profondeur une réflexion d'ordre éthique, réhabilitant les valeurs spirituelles et axée sur une redéfinition de la liberté[18].

D'autres points font dissensus, quand ils ne sont pas à l'origine de divergences :
- dans quelle mesure, comme l'affirme Jacques Ellul, est-il « vain de déblatérer contre le capitalisme » ou, au contraire, doit-on mener de concert sa critique de celle de l'idéologie technicienne ?
- qui est avant tout responsable de la situation ? Le scientifique qui conçoit un nouveau principe, l'ingénieur qui le met en application, l'industriel qui produit l'artefact, celui qui pille les ressources naturelles nécessaires à la fabrication du produit, l'investisseur qui finance la production et en tire profit, le publicitaire qui crée le besoin de son usage ou bien le commun des mortels, qui exige toujours plus d'applications à son ordinateur et espère acquérir toujours plus de prothèses dans sa panoplie ?
- quelles stratégies militantes adopter ? Faut-il être légaliste ou au contraire bafouer certaines lois afin de créer de nouveaux droits ? Faut-il s'inscrire dans le cadre de la politique institutionnelle (même si on la critique) dans le but de la transformer de l'intérieur ou au contraire n'agir que de l'extérieur ? Faut-il agir en électrons libres et en donneurs de leçons ou au contraire au sein d'associations déclarées, voire subventionnées, afin de créer des occasions de débat public ?

## Technocritique et écologisme
La pensée technocritique se structure durant les années 1970, en même temps que le militantisme écologiste auquel elle est très liée, quand les effets négatifs du productivisme commencent à devenir patents, notamment sur l'environnement. Elle se manifeste non seulement au travers de prises de position théoriques (rédaction et publication d'articles, de revues, de manifestes, de pétitions; animation de sites internet, blogs, forums…) mais aussi sous la forme d'actions militantes qui vont des plus légales (création d'associations et de comités de défense, organisation de débats publics, manifestations de rue…) aux occupations de terrains ou des actions plus radicales mais ayant une valeur symbolique, dans l'esprit de la désobéissance civile (par exemple le fauchage d'OGM). Les activistes reconnaissent leur caractère « illégal » mais affirment qu'elles sont en revanche légitimes : en France, ceux qui y recourent argumentent que les OGM pénètrent le marché sous la pression des lobbies et que la résistance à l'oppression est inscrite dans la constitution (article 2 de la Déclaration des Droits de l'Homme). Ils prônent la non-violence et ne recourent à la force que très rarement, dans le cas de manifestations violentes, et de destruction de symboles du libéralisme ou de la société industrielle, dans des actions de type "black block". Le cas de Ted Kaczynski, aux États-Unis, constitue l'unique exemple connu d'atteintes aux personnes (colis piégés).
Des voix s'élèvent pourtant au sein du mouvement technocritique, invitant à se distancier de l'écologisme. En 1972, Jacques Ellul écrit un article intitulé Plaidoyer contre la défense de l’environnement, qu'il conclut ainsi : « S’intéresser à la protection de l’environnement et à l’écologie sans mettre en question le progrès technique, la société technicienne, la passion de l’efficacité, c’est engager une opération non seulement inutile, mais fondamentalement nocive. Car elle n’aboutira finalement à rien, mais on aura eu l’impression d’avoir fait quelque chose, elle permettra de calmer faussement des inquiétudes légitimes en jetant un nouveau voile de propagande sur le réel menaçant. ». Et en 1980, Bernard Charbonneau estime que c'est une erreur d'assimiler la technocritique à l'écologisme dans la mesure où il est à prévoir que celui-ci soit très vite récupéré par les groupes industriels qui commettent les dégâts sur l'environnement.

## Chronologie du mouvement
On peut décomposer le courant technocritique en quatre phases, se recoupant plus ou moins :
1. à partir de la fin du XVIIIe siècle, face au déferlement de l'industrialisation en Grande-Bretagne et à ses prémices en France, différentes prises de positions expriment une inquiétude vis-à-vis du machinisme (terme introduit au milieu du XIXe siècle), quand il apparaît que celui-ci n'émancipe pas les humains, ainsi que le promet le discours progressiste, mais qu'au contraire il les use au travail ;
2. après la Seconde Guerre mondiale, une série de diagnostics où ce qui est critiqué n’est plus tant « la machine » que le processus technicien dans son ensemble (incluant notamment les techniques d'organisation du travail) et l’aliénation qui en découle[23] ;
3. à partir du début des années 1970, quand les dégâts de l’industrialisation sur l’environnement deviennent irréfutables et que l’approche technocritique est couplée avec le militantisme écologique naissant, notamment le courant antiproductiviste de la décroissance ;
4. à la fin du XXe siècle, quand l’intelligence artificielle fait surface et que les discours vantant la « révolution numérique » et « l'innovation » se multiplient, comme jadis ceux sur « le progrès ». La critique se resserre alors sur les « nouvelles technologies », l'équivalent contemporain du machinisme au XIXe siècle.

### XVIIIesiècle
À la fin du siècle s'amorce en Angleterre un processus que l'on appellera par la suite « révolution industrielle » et qui se caractérise par le passage d'une économie à dominante agricole et artisanale à une société commerciale, industrielle et urbaine, fondée sur les nouvelles techniques de mécanisation dans le textile puis l'utilisation du charbon comme source d'énergie. Événements accélérateurs de ce processus : l'invention du moteur à vapeur par l'ingénieur écossais James Watt, en 1763, puis sa commercialisation, en 1774. Des brevets sont déposés, des usines créées en quantités près des sources de gisement, les mines. La fabrication de machines nécessitant une concentration de capitaux, l'histoire de l'industrialisation et celle du capitalisme (terme prononcé pour la première fois en 1753) sont indissociables. En Angleterre, ce mouvement est porté par une éthique nouvelle, l'utilitarisme, dont le philosophe Jeremy Bentham est le premier propagateur en 1781.
La pensée technocritique émerge alors sous la forme de deux argumentaires distincts, que l'on retrouvera ensuite tout au long de son évolution : d'une part la technique avilit l'homme, physiquement et mentalement ; d'autre part elle dévalorise son travail.

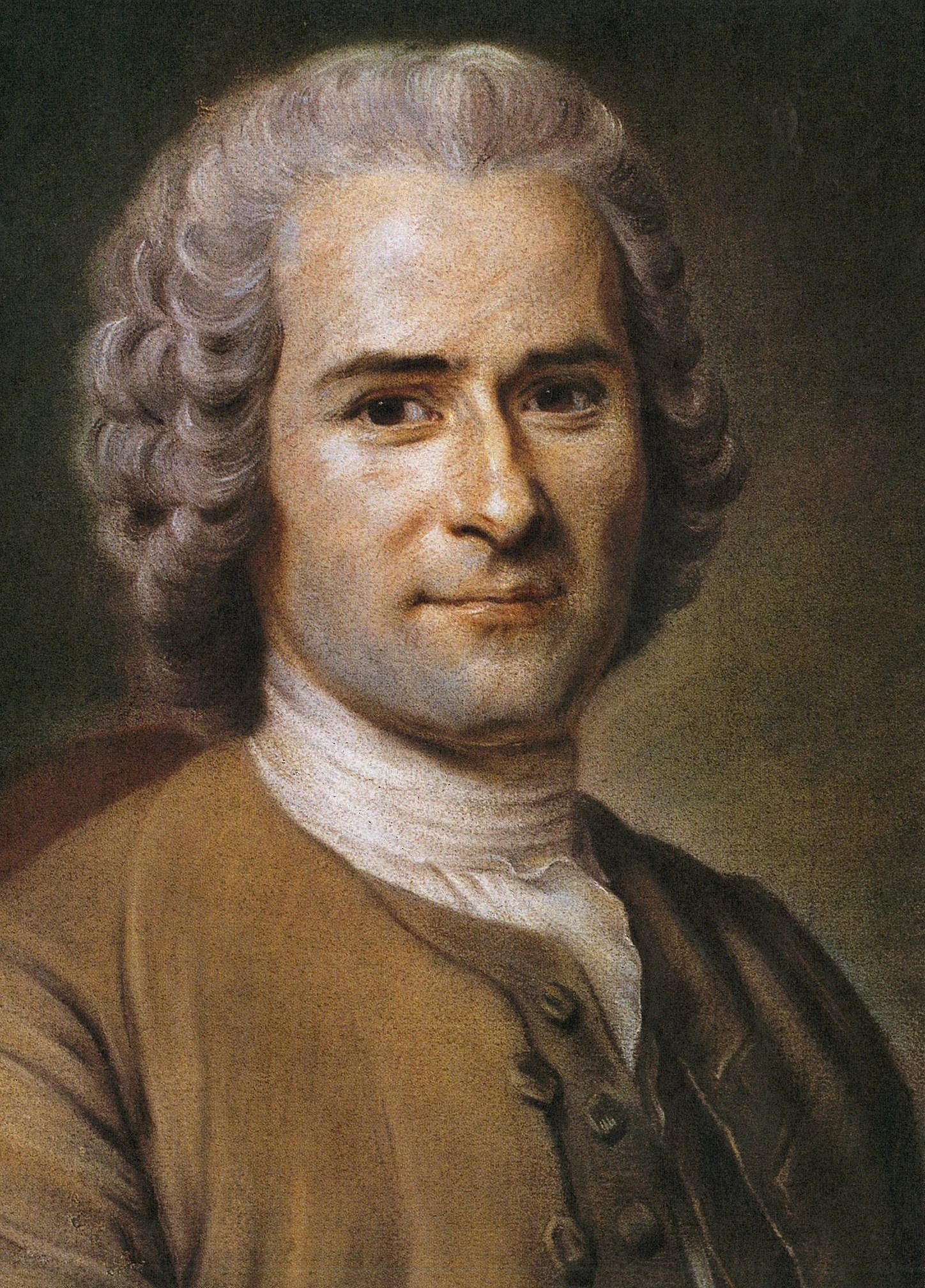
Jean-Jacques Rousseau

La première tendance est marquée par le philosophe genevois Jean-Jacques Rousseau, lequel, de ce fait, est souvent présenté comme « un adversaire du progrès, un critique de l'aliénation de l'homme par ses outils, hostile à l'industrie naissante et aux sciences qui dégradent le corps et l'esprit. Il ne manque pas de textes où il considère la technique comme la source de tous les maux, lesquels ont fini par accabler l'humanité, la dénaturer, la réduire à la servitude ».
- 1750 : dans son Discours sur les sciences et les arts, Rousseau s'interroge sur la division et de la mécanisation du travail : « Les arts ne se perfectionnent qu'en se subdivisant et en multipliant à l'infini les techniques : à quoi cela sert-il d'être un être sensible et raisonnable, c'est une machine qui en mène une autre[26]. »
- 1778 : Dans Les Rêveries du promeneur solitaire, le philosophe dresse un portrait terrifiant du mineur : « il fouille les entrailles de la terre, il va chercher dans son centre aux risques de sa vie et aux dépens de sa santé, des biens imaginaires, à la place des biens réels qu'elle lui offrait d'elle-même quand il savait en jouir ».

La seconde tendance émerge en Angleterre puis en France non pas sous la forme de prises de position philosophiques mais sous celle de la destruction de machines par les ouvriers, au motif qu'elles disqualifient leur propre travail.
- 1779 : des bandes d'ouvriers fileurs détruisent des métiers et annoncent leur intention d'en faire autant dans toute l'Angleterre[28].
- 1788 : dans la région de Falaise (Calvados), des femmes annoncent leur intention de brûler une machine à filer le coton et, un peu plus tard, des centaines d'ouvriers la brûlent[29].

### XIXesiècle

#### Première moitié
La Grande-Bretagne connaît un développement sans précédent (le pays ne cesse de s'urbaniser et certaines campagnes sont métamorphosées par les chemins de fer) suivie par la France. Les observateurs sociaux sont conscients des enjeux : l'expression « révolution industrielle » est ainsi utilisée pour la première fois en 1837 par l'économiste Adolphe Blanqui dans son Histoire de l'économie politique. Ces transformations s'accompagnent d'une explosion démographique (la population double en Grande-Bretagne entre 1800 et 1850). Les prix des produits baissant au fur et à mesure que s'accroissent la production et la concurrence, les industriels sont « contraints » d'innover pour maintenir les taux de profit en abaissant les prix de revient. Alors qu'en Angleterre l'utilitarisme sert de justification au capitalisme industriel, en France, c'est un certain rationalisme qui en est le ferment : Saint-Simon est l'idéologue d'une société entièrement axée, économiquement, sur l'industrialisation et, politiquement, sur l'organisation et la planification. En érigeant la politique en véritable « technique » gouvernementale et en conférant à l'industrialisation un statut quasi religieux (publication du Catéchisme industriel en 1824), après le constat que la rationalité des industriels n'est pas la solution à l'organisation humaine, Saint-Simon va proposer de socialiser les moyens de production, le saint-simonisme va servir de terreau au socialisme.
Face au « mythe du progrès » naissant, les critiques sont encore assez rares.
- 1801 : « L'homme, insensible dans ses destructions, est loin de songer qu'autant de fois qu'il mutile la nature, autant de fois il commet un crime envers sa postérité, dont il diminue les moyens de subsistance » écrit l'ingénieur français François Antoine Rauch[34].
- 1811-1812 : le mouvement des « briseurs de machines » reprend et s'amplifie en Angleterre avec le luddisme, quand des tondeurs et tricoteurs s'opposent violemment à leurs employeurs quand ceux-ci introduisent des machines.
- 1819 : le Suisse Jean de Sismondi, premier économiste à rompre avec les théories libérales héritées de Smith et Ricardo, se livre dans ses Nouveaux principes d'économie politique à une vive critique du processus de mécanisation (on parlera plus tard de « machinisme »), estimant d'une part que le travail dans les usines est dangereux ; d'autre part que l'introduction de nouvelles machines ne profite qu'au patronat et prévoyant que l'augmentation des capacités de production mènera à des faillites (la consommation ne pouvant pas s'aligner sur le surplus de production, du fait que les ouvriers ne sont pas payés à leur juste valeur)[35]. Quatre ans plus tard, Ricardo lui-même, dans la troisième édition de ses Principes de l'économie politique, s'inquiète de « l'influence que les machines exercent sur les différentes classes de la société »[36].

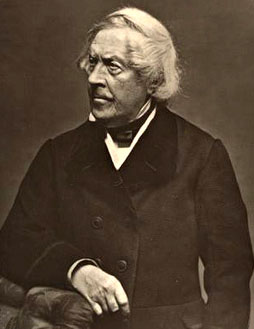
Jules Michelet introduit le mot « machinisme » en 1843.

- 1829 : Thomas Carlyle, dans Signs of the Times, écrit : « Si nous devions caractériser notre temps par une seule épithète, nous ne le nommerions pas âge héroïque, religieux, philosophique ou moral, mais âge mécanique, car c'est là ce qui le distingue de tous les autres ».
- 1830 : le mouvement des Swing riots est une sorte de reprise du luddisme : contestant les réductions de salaires imposées par l'avènement des batteuses, des paysans anglais détruisent-celles-ci.
- 1835 : l'écrivain suisse Rodolphe Töpffer est l'un des premiers à critiquer l'idée de progrès, qu'il assimile à une idéologie foncièrement bourgeoise et conservatrice : « le progrès, la foi au progrès, le fanatisme du progrès, c’est le trait qui caractérise notre époque, qui la rend si magnifique et si pauvre, si grande et si misérable, si merveilleuse et si assommante[37]. »
- Années 1840 : plusieurs observateurs du monde social, précurseurs de la sociologie, voient dans le processus de l'industrialisation la cause première de la paupérisation du monde ouvrier, notamment Villermé, en 1840[38] ; Buret, la même année[39] et surtout Engels, en 1845[40], avant qu'il ne s'associe à Marx dans la critique du capitalisme.
- 1843 : Jules Michelet avance l'idée que les machines n'usent pas seulement les corps mais aussi les esprits. Ainsi dans Le Peuple, l'historien écrit : « Le génie mécanique qui a simplifié, agrandi la vie moderne, dans l’ordre matériel, ne s’applique guère aux choses de l’esprit, sans l’affaiblir et l’énerver. De toutes parts je vois des machines intellectuelles qui viennent à notre secours (et) vous font croire que vous savez ». Et il introduit le mot « machinisme » : « Cette malheureuse population asservie aux machines comprend quatre cent mille âmes ou un peu plus. (…) L'extension du machinisme, pour désigner ce système d'un mot, est-elle à craindre ? La France deviendra-t-elle sous ce rapport une Angleterre ? ».
- 1846 : une des toutes premières œuvres de science-fiction, Le Monde tel qu'il sera d'Émile Souvestre dessine une image très sombre du monde industriel.

#### Deuxième moitié

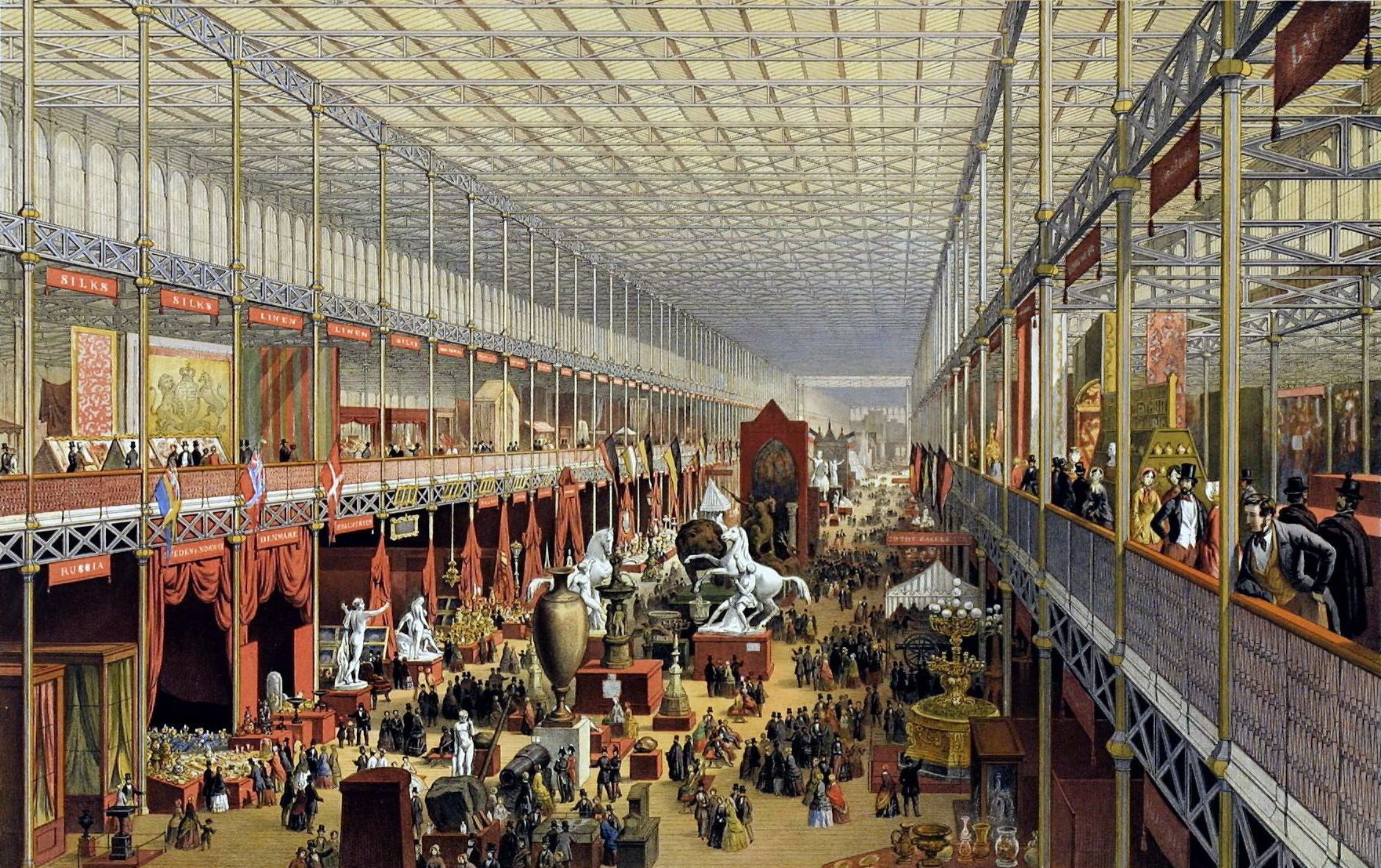
Vue de la première Exposition universelle, en 1851 à Londres.

Alors que la Grande-Bretagne est la première puissance mondiale, l'industrialisation s'étend à de nouveaux pays, principalement l'Allemagne et les États-Unis. De nouveaux bâtiments surgissent, non plus conçus par des architectes et construits en pierre mais élaborés par des ingénieurs et fabriqués avec des matériaux artificiels tels que la fonte (exemple : le Crystal Palace à Londres, en 1851). Le « progrès technique » ne repose plus seulement sur les machines, les procédés (ex. celui de la production de l'acier, en 1856), les produits (notamment chimiques) et les objets (exemples : le téléphone en 1876, l'ampoule électrique en 1879, l'automobile équipée d'un moteur à explosion en 1884, le cinéma en 1895…) mais aussi sur toutes sortes de procédures et dispositifs reliant ces objets en systèmes : l'urbanisme (exemples : les premiers boulevards hausmanniens en 1853 et la création de villes nouvelles comme Le Creusot); les réseaux (routiers, ferroviaires, fluviaux…) ; l'organisation du travail dans les entreprises; la communication de masse (presse à grand tirage, publicité…).
La pensée technocritique ne porte plus alors uniquement sur les dégradations physiques (sur l'environnement et sur les corps) mais aussi sur les atteintes morales : façonnage des individus dans le sens d'une rationalisation et d'une valorisation du travail toujours croissantes, au détriment de la sensibilité et de la spiritualité.
- 1854 : aux États-Unis, le philosophe et naturaliste Henry David Thoreau se retire dans les bois, loin du monde urbain. Son livre, Walden ou la vie dans les bois, qui fait l'éloge de la vie simple, peut être considéré comme la première théorisation de la pensée technocritique.
- 1855 : dans La Fin du monde par la science, le Français Eugène Huzar dénonce le « progrès aveugle » : « La civilisation ayant à sa disposition des forces et des énergies mille fois plus grandes que la non-civilisation, elle doit nécessairement éprouver des désastres mille fois plus considérables qu'elle. »[41]

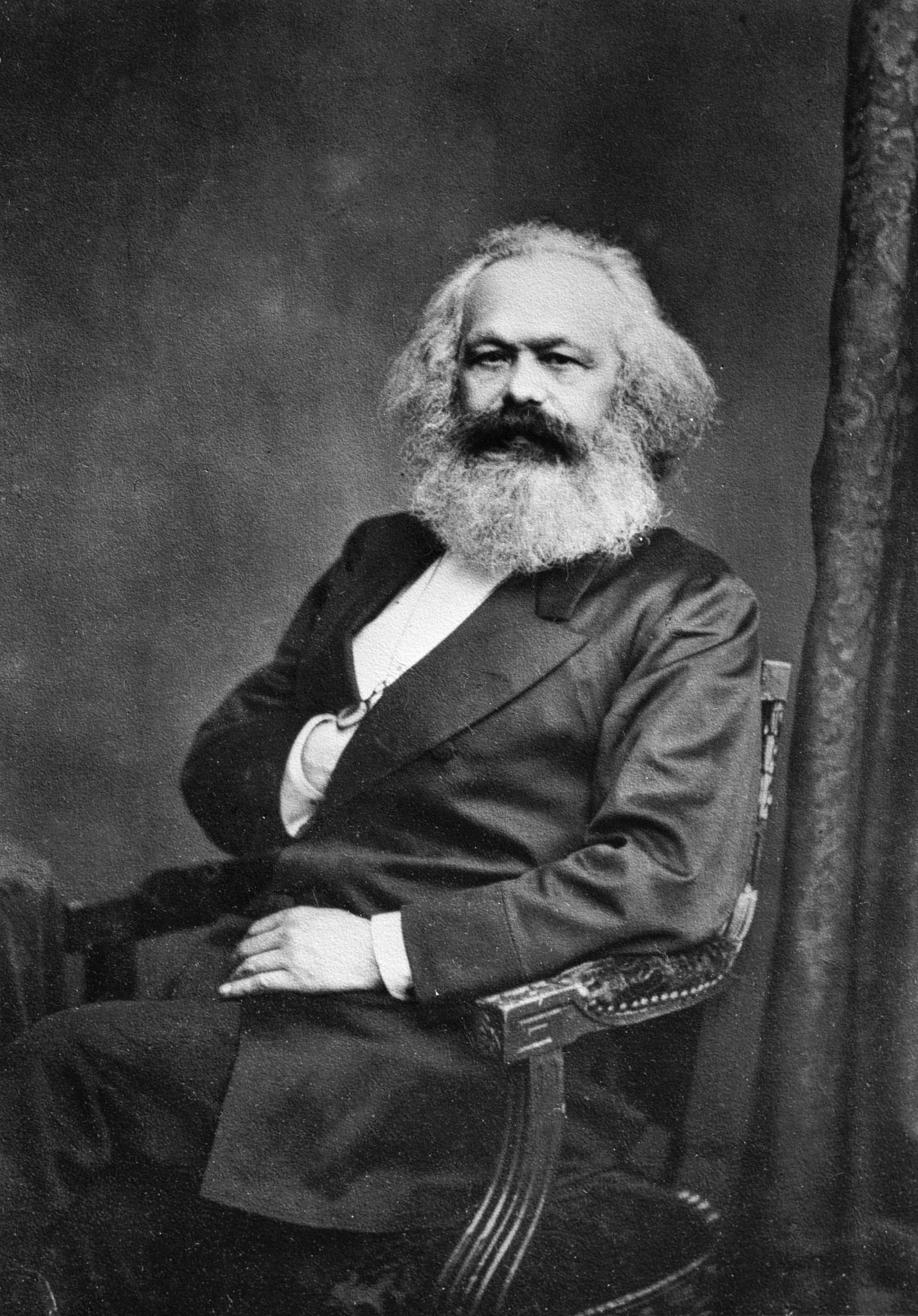
Karl Marx

- 1856 : Karl Marx affirme : « aujourd’hui, tout paraît porter en soi sa propre contradiction. Nous voyons que des machines, dotées de merveilleuses capacités de raccourcir et de rendre plus fécond le travail humain, provoquent la faim et l’épuisement du travailleur. Les sources de richesse récemment découvertes se transforment, par un étrange maléfice, en sources de privations. (…) La domination de l’homme sur la nature est de plus en plus forte, mais en même temps l’homme se transforme en esclave des autres hommes et de sa propre infamie. (…) Toutes nos inventions et nos progrès semblent doter de vie intellectuelle les forces matérielles, alors qu’elles réduisent la vie humaine à une force matérielle brute »[42].
- 1857 : Huzar, à nouveau, écrit : « dans cent ou deux cents ans le monde, étant sillonné de chemins de fer, de bateaux à vapeur, étant couvert d'usines, de fabriques, dégagera des billions de mètres cubes d’acide carbonique et d’oxyde de carbone, et comme les forêts auront été détruites, ces centaines de billions d’acide carbonique et d’oxyde de carbone pourront bien troubler un peu l’harmonie du monde »[43].
- 1863 : Marx focalise sa critique du machinisme dans le domaine de l'agriculture : « la production capitaliste ne développe la technique (…) qu’en épuisant en même temps les deux sources d’où jaillit toute richesse : la terre et le travailleur »[44].
- 1871 : l'écrivain et critique d'art anglais John Ruskin fonde la Guilde de Saint George (en), une communauté d'ouvriers fondée sur le refus de la mécanisation.
La même année, l'écrivain Jules Verne, connu surtout pour ses récits d'anticipation vantant le progrès technique, émet cette fois des doutes : « créer une île artificielle, une île qui se déplace à la surface des mers, n’est-ce pas dépasser les limites assignées au génie humain, et n’est-il pas défendu à l’homme, qui ne dispose ni des vents ni des flots, d’usurper si témérairement sur le Créateur ? »[45].

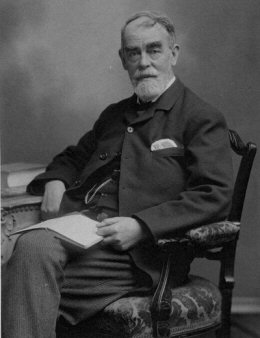
Samuel Butler

- 1872 : l'écrivain anglais Samuel Butler écrit : « jour après jour, les machines gagnent du terrain sur nous ; jour après jour nous leur sommes plus asservis ; chaque jour de plus en plus d’hommes sont liés à elles comme des esclaves pour s’en occuper, chaque jour un plus grand nombre consacrent l’énergie de toute leur existence au développement de la vie mécanique. L’heure viendra où les machines détiendront la véritable suprématie sur le monde et ses habitants. Nous pensons qu’une guerre à mort devrait leur être déclarée sur-le-champ. Toute machine de n’importe quel type devrait être détruite par celui qui se soucie de son espèce. Ne faisons aucune exception, pas de quartier[46] ! »
La même année, le philosophe et mathématicien français Antoine Augustin Cournot assimile l'idéal progressiste à une religion : « aucune idée, parmi celles qui se réfèrent à l'ordre des faits naturels, ne tient de plus près à la famille des idées religieuses que l'idée de progrès, et n'est plus propre à devenir le principe d'une sorte de foi religieuse pour ceux qui n'en ont plus d'autre »[47].
- 1885 : alors que les ravages de la pollution industrielle à Londres provoquent de plus en plus de débats, le romancier anglais Richard Jefferies (en) décrit (dans Au-delà de l'effondrement, Londres engloutie), un cataclysme contraignant les habitants à fuir la ville et retourner vivre dans la nature[48].
La même année paraît en France le roman Germinal d'Émile Zola. Décrivant les conditions de vie de la classe ouvrière dans une exploitation minière, l'auteur en fait une des illustrations les plus célèbres des thèses socialistes, comme alternative au capitalisme. Ce faisant, il fait sien l'idéal progressiste qui est au cœur du socialisme[49],[50] et occulte la question de l'impact des « moyens de production » sur l'environnement. Le succès d'audience du socialisme dans toute l'Europe, y compris en Grande-Bretagne, contribuera à marginaliser durablement la pensée technocritique.

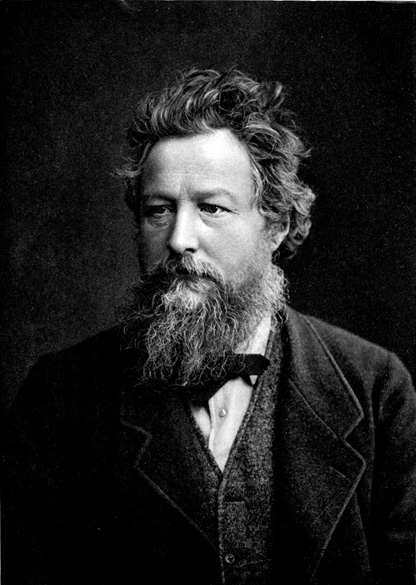
William Morris

- 1887-1894 : William Morris signe trois conférences où il s'indigne des effets de l'industrialisation : individus aliénés au travail, défiguration des paysages, pollution, propagande par la publicité[51]. Il développe l'idée que la division du travail - et, plus largement, le mouvement de l'industrialisation - témoignent d'un changement de civilisation et il prône l'amélioration de la qualité de la vie, notamment grâce à l'éducation, les loisirs et la défense de l'environnement[52].
- 1897 : en France, en revanche, la critique du machinisme est diluée dans la doctrine socialiste. Ainsi à la chambre des députés, Jean Jaurès proclame : « si elles ne suppriment pas la main d'œuvre dans les mêmes proportions que les machines industrielles, les machines agricoles se traduisent forcément, c'est l'essence même des choses, par un recul de la main-d'œuvre paysanne ». Mais il ajoute : « qu'il n'y ait pas de malentendu : je ne voudrais pas que la constatation que nous faisons put apparaître comme une condamnation de la machine. Nous ne condamnons pas le progrès technique ; les paysans socialistes savent bien que la machine elle-même sera une libératrice lorsqu'elle aura été délivrée du joug du capital et de la grande propriété terrienne »[53].

### XXesiècle

#### Années 1900
- Contexte : la décennie est marquée par l'enthousiasme pour le « progrès technique », notamment l'automobile et l'aviation (qui naît aux États-Unis en 1903). L'euphorie est telle qu'aucune critique ne peut se faire entendre ni même se formuler.

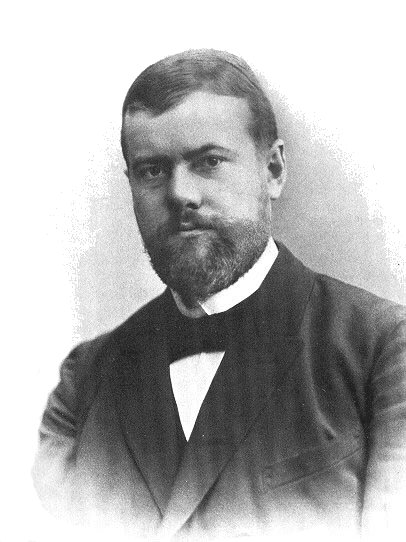
Max Weber

- 1904-1905 : auteur de L'Éthique protestante et l'esprit du capitalisme, le sociologue allemand Max Weber explique que la valorisation du travail, le capitalisme, l'industrialisation… résultent d'une éthique héritée du protestantisme et qui érige « le processus de rationalisation » en vertu. Il estime que celui-ci conduit l'humanité au désenchantement du monde[54].
- 1909 :
  - L'essayiste français Léon Bloy écrit précisément à ce sujet : « On sait l'abus atroce de cette hideuse et homicide machine, destructive des intelligences autant que des corps, qui fait nos délicieuses routes de France aussi dangereuses que les quais de l'enfer et qu'on ne pourra jamais suffisamment exécrer »[55],[56].
  - La même année est publiée The Machine Stops, de l'écrivain Edward Morgan Forster, l'une des toutes premières dystopies britanniques, qui décrit des humains retranchés dans le sous-sol et évoluant sous l'emprise de « la Machine ».

#### Années 1910
- Contexte :
  - Compte tenu des avancées techniques en matière d'armement, la Première Guerre mondiale fait des millions de morts pendant quatre ans. Le monde de l'industrie ne s'en porte que mieux. Ainsi aux États-Unis, l'ingénieur Frederick Taylor introduit le travail à la chaîne dans les usines automobiles Ford, procédé basé sur les principes de la division du travail et de l'organisation scientifique du travail puis donnant naissance au taylorisme. Abattus moralement, les humains ne remettent pas pour autant en cause le principe de l'industrialisation.
  - À nouveau, donc, les critiques se font rares.
- 1913 : Walter Rathenau, La Mécanisation de l'esprit.

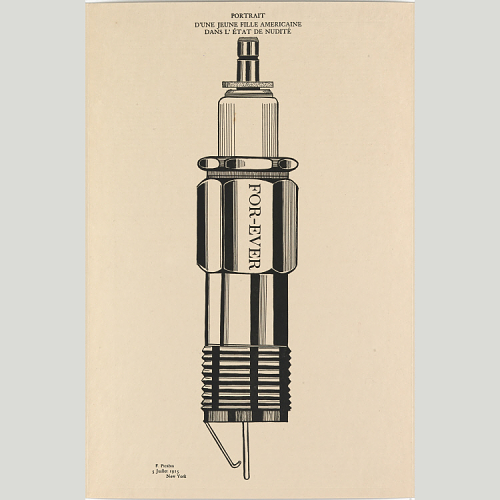
Portrait d'une jeune fille américaine dans l'état de nudité, de Francis Picabia, dessin, 1915, musée d'Orsay.

- 1915 : dans L'évolution des villes…, le biologiste écossais Patrick Geddes dénonce le gaspillage des ressources naturelles par l'industrie et exprime l'idée de laisser une part essentielle du processus économique aux mains de ceux qui l’utilisent : les consommateurs et les citoyens.
La même année, l'artiste dada Francis Picabia est partagé entre la fascination pour le machinisme et la dérision : il réalise un dessin technique représentant une bougie d'allumage mais intitulé Portrait d'une jeune fille américaine dans l'état de nudité (ou Portrait d'Agnès Meyer) : l'humain est ainsi ramené à un simple objet technique.
- 1917 : Marcel Duchamp, un autre artiste Dada, soumet un objet manufacturé (en l'occurrence un urinoir) au comité organisateur d'une exposition d'arts plastiques aux États-Unis. Certains analysent ses ready-made dans une perspective technocritique : « les ready made sont des produits industriels : une roue de vélo, un porte-bouteilles, une pelle à neige, un peigne, une housse de machine à écrire, un urinoir… Depuis sa jeunesse, l’objet technique fascine Duchamp. Pourquoi clame-t-il alors qu’« un dessin mécanique ne sous-entend aucun goût » ?… En réalité, il rejette la technicité du métier de peintre pour la transférer sur les objets eux-mêmes : il se refuse au jugement de goût mais il est médusé par le fait que ces objets sont produits en série et que leurs formes résultent de leur usage[57]. »
- 1919 : Paul Valéry décrit la science comme « atteinte mortellement dans ses ambitions morales » et « déshonorée par la cruauté de ses applications »[58].

#### Années 1920
- Contexte :
  - Après la tragédie de la guerre, et comme signe de compensation et volonté d'oublier, l'euphorie règne : en France, la décennie est celle des « années folles ». En Allemagne, en revanche, le ressentiment éprouvé au lendemain du traité de Versailles, l'enseignement public favorise l'apprentissage technique tandis que les industriels financent largement la recherche.
  - Encore relativement rares et sans grand écho s'expriment les témoignages d'inquiétude envers les avancées du machinisme dans le monde du travail.

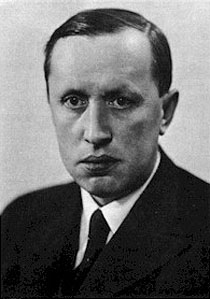
Karel Čapek

- 1920 : Les auteurs de fiction, eux aussi, participent au développement de la pensée technocritique. Dans son roman d'anticipation R. U. R. (Rossum's Universal Robots), le Tchèque Karel Čapek décrit un monde façonné par des ingénieurs, lesquels fabriquant des machines androïdes dénuées de toute sensibilité et qui finissent par anéantir l'humanité (le mot « robot » est ici utilisé pour la première fois). La même année, l'écrivain russe Ievgueni Zamiatine — qui a été durement marqué par le régime communiste et a fui la Russie — publie Nous autres, une dystopie dans laquelle il imagine un État totalitaire, "l'État unique", dont les dirigeants utilisent toutes sortes de techniques pour conditionner les individus de sorte, prétendent-ils, à faire leur bonheur. La trame du récit annonce Le Meilleur des mondes d'Aldous Huxley (1932), Hyme d'Ayn Rand (1938), 1984 de George Orwell[59] (1949) et Un bonheur insoutenable de Ira Levin (1970).

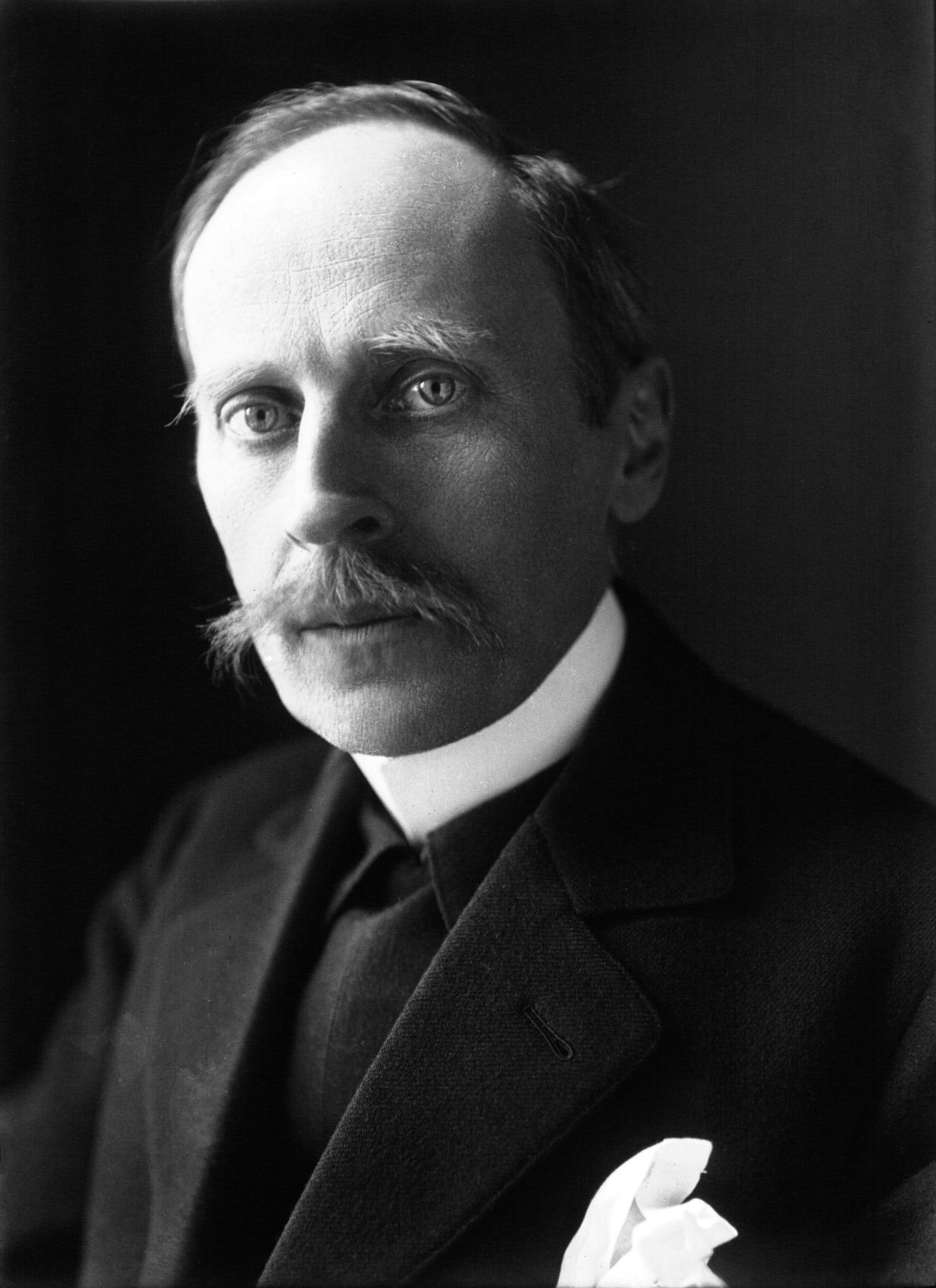
Romain Rolland

- 1921 : Romain Rolland et l'ingénieur Frans Masereel projettent d'éditer un livre et faire un film intitulés La Révolte des machines ou La Pensée déchaînée. Le livre sort en tirage limité[60], étant plus largement distribué en 1947[61] mais le film reste à l'état de projet.
- 1924 : La Jeune Inde (traduction du livre Young India du Mahatma Gandhi, paru deux ans plus tôt en Inde) est édité en France. L'auteur prend clairement parti contre l'industrialisation du pays et pour un mode de vie simple.
- 1927 : Recevant le prix Nobel de littérature, le philosophe Henri Bergson prononce ces mots : « On avait pu croire que les applications de la vapeur et de l’électricité, en diminuant les distances, amèneraient d’elles-mêmes un rapprochement moral entre les peuples : nous savons aujourd'hui qu'il n’en est rien, et que les antagonismes, loin de disparaître, risqueront de s’aggraver s’il ne s’accomplit pas aussi un progrès spirituel, un effort plus grand vers la fraternité »[62]. La même année en Allemagne sort le film de Fritz Lang, Metropolis. L'action se déroule en 2026 dans une mégalopole où les humains adoptent des comportements exclusivement rationnels et où une machine se mue en divinité monstrueuse à laquelle les ouvriers les moins productifs sont impitoyablement sacrifiés.
- 1927 : Beaucoup plus pessimiste, Henri Daniel-Rops estime que « le résultat du machinisme est de faire disparaître tout ce qui, en l'homme, indique l'originalité, constitue la marque de l'individu. »[63]

#### Années 1930
- Contexte : alors que les usines s'équipent toujours plus en machines, certains intellectuels s'interrogent sur les raisons incitant les humains à s'échiner au travail et produire toujours plus, alors que les États-Unis, grande puissance industrielle, viennent d'être frappés par la grande dépression. Bon nombre de critiques pointent alors une dimension sacrificielle du travail.
- 1930 :
  - Dans La Rançon du machinisme, l'écrivaine italienne Gina Lombroso voit dans l’industrialisation un symptôme de décadence intellectuelle et morale.
  - Au terme d'un voyage aux États-Unis l'année précédente, Georges Duhamel dresse dans Scènes de la vie future un portrait peu flatteur de la société américaine, les humains s'effaçant derrière le travail, la machine et le profit, au prix de leur asservissement[64].

- 1931 :

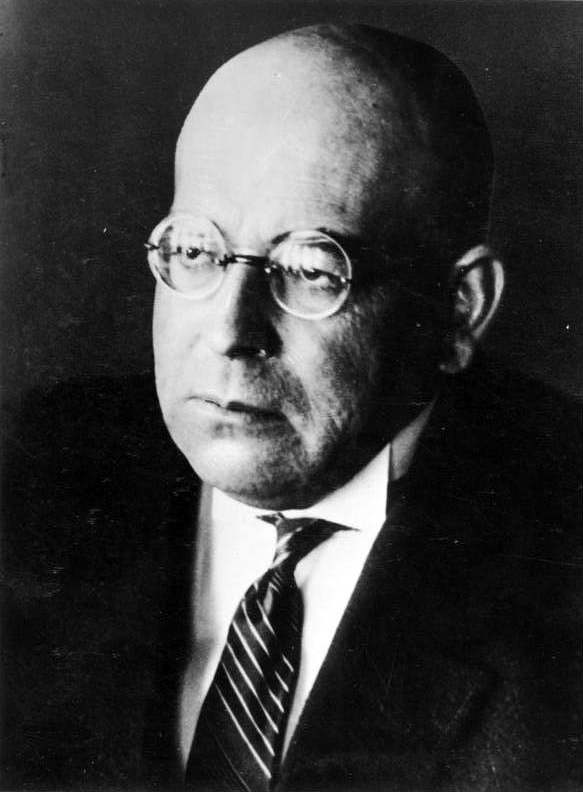
Oswald Spengler

  - Dans Le Cancer américain, Robert Aron et Arnaud Dandieu se livrent également à une critique sévère du fordisme et du taylorisme : « L'Amérique, écrivent-ils, c'est une méthode, une technique, une maladie de l'esprit »[65].
  - La même année, en Allemagne, le philosophe Oswald Spengler écrit : « La mécanisation du monde est entrée dans une phase d'hyper tension périlleuse à l'extrême. La face même de la terre, avec ses plantes, ses animaux et ses hommes n'est plus la même. […] Un monde artificiel pénètre un monde naturel et l'empoisonne. La civilisation est elle-même devenue une machine, faisant ou essayant de tout faire mécaniquement »[66].
  - Emil Lederer, Technischer Fortschritt und Arbeitslosigkeit (Progrès technique et chômage).
  - Toujours en 1931, dans De la destination de l’homme. Essai d’éthique paradoxale, Nicolas Berdiaev écrit : « si la technique témoigne de la force et de la victoire de l’homme, elle ne fait pas que le libérer, elle l’affaiblit et l’asservit aussi. Elle mécanise sa vie, la marquant de son empreinte. (…) La machine détruit l’intégralité et la coalescence anciennes de la vie humaine. Elle scinde, en quelque sorte, l’esprit de la chair organique et mécanise la vie matérielle. Elle modifie l’attitude de l’homme à l’égard du temps, modifie ce dernier lui-même qui subit alors une accélération précipitée. »[67],[68] Et deux ans plus tard, dans L'homme et la machine, il estime que « l'apparition de la machine et le rôle croissant de la technique représentent la plus grande révolution, voire la plus terrible de toute l'histoire humaine ».
- 1932 : dans son récit d'anticipation Le meilleur des mondes, le romancier anglais Aldous Huxley raconte une histoire angoissante censée se dérouler « en l'an 632 de l'ère Ford », dans un univers conditionné par les sciences génétiques, en particulier le clonage.
- 1933 : Georges Duhamel écrit un article intitulé « La querelle du machinisme ».

« La machine manifeste et suppose non pas un accroissement presque illimité de la puissance humaine, mais bien plutôt une délégation ou un transfert de puissance. (…) L’homme a conquis, entre toutes les bêtes, une place éminente et exceptionnelle. II a pris possession d’une grande partie du globe. Il s’est rendu, redoutable à beaucoup d’autres êtres. Que l’outil et la machine soient les instruments de cette victoire, c’est clair. (…) Dès maintenant s’explique le sens des mots transfert ou délégation de puissance. L’homme nu est un animal très misérable. Je veux bien reconnaître que l’homme est rarement nu, rarement privé des produits de son industrie. Faut-il dire qu’à toute délégation de puissance correspond une délégation des devoirs et des responsabilités ? (…) Il ne faut pas se hâter de parler d’une décadence de l’homme : la puissance, même accessoire et extérieure, est toujours la puissance. Il ne faut pas se hâter de parler d’une dégénérescence de l’homme. (…) Je ne vois pas, dans le machinisme, une cause, pour l’homme, de décadence, mais plutôt une chance de démission. Il est bien évident que nous demandons à nos machines de nous soulager non seulement des travaux physiques pénibles, mais encore d’un certain nombre de besognes intellectuelles. (…) Notre goût de la perfection, l’une de nos vertus éminentes, nous le reportons sur la machine. (…) Il est clair que les appareils et les machines tendent non seulement à prolonger, à compléter, à corriger, à multiplier nos sens, mais encore à les suppléer. »

- 1934 :

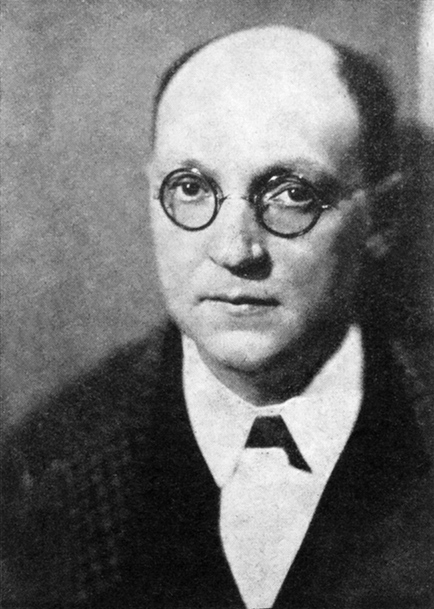
Georges Duhamel

  - Aux États-Unis, dans Technique et civilisation, l'historien Lewis Mumford s'interroge : « En avançant trop vite et trop imprudemment dans le domaine des perfectionnements mécaniques, nous n’avons pas réussi à assimiler la machine et à l’adapter aux capacités et aux besoins humains. »[70]
  - La même année, dans Réflexions sur les causes de la liberté et de l’oppression sociale, la philosophe française Simone Weil décrit le progrès technique comme n'apportant nullement le bien-être mais la misère physique et morale : « Le travail ne s’accomplit plus avec la conscience orgueilleuse qu’on est utile, mais avec le sentiment humiliant et angoissant de posséder un privilège octroyé par une passagère faveur du sort, un privilège dont on exclut plusieurs êtres humains du fait même qu’on en jouit, bref une place. » Ajoutant plus loin : « […] plus le niveau de la technique est élevé, plus les avantages que peuvent apporter des progrès nouveaux diminuent par rapport aux inconvénients. »[71]

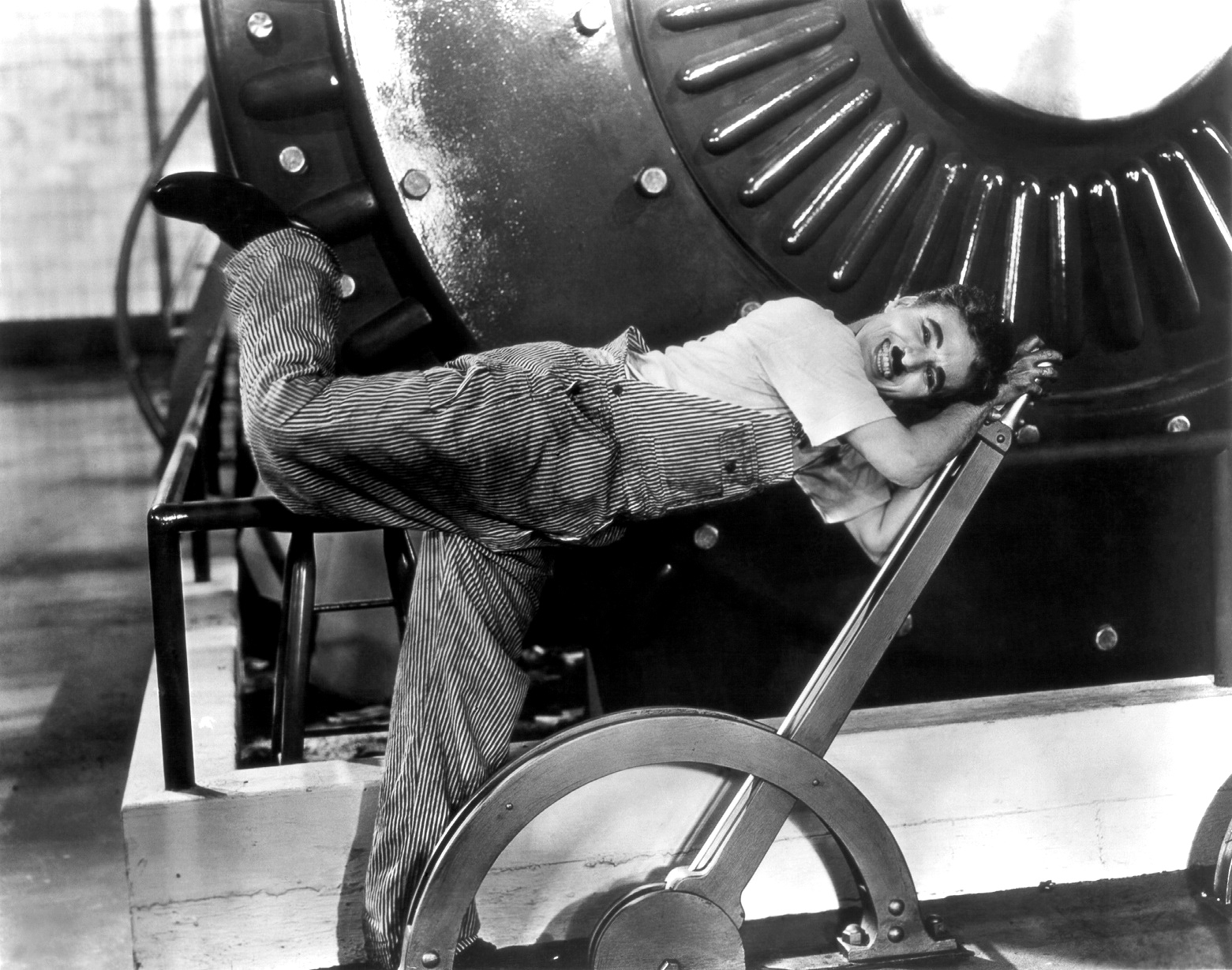
Chaplin dans Les Temps modernes

- 1935 : les Français Jacques Ellul et Bernard Charbonneau, dans un texte rédigé en commun, avancent l'idée que le capitalisme, le fascisme et le communisme partagent un même objectif : produire toujours plus[72]. Combattre le productivisme exige un nouveau type de révolution : « Toute révolution doit être immédiate, c’est-à-dire qu’elle doit commencer à l'intérieur de chaque individu par une transformation de sa façon de juger […] et d’agir. C'est pourquoi la révolution ne peut plus être un mouvement de masse et un grand remue-ménage […] ; il est impossible de se dire révolutionnaire sans être révolutionnaire, c'est-à-dire sans changer de vie »[73].
- 1936 : dans une scène célèbre de son film Les Temps modernes, montrant un ouvrier pris dans les engrenages d'une gigantesque machine, Charles Chaplin, soulève la question de l'aliénation dans le travail mécanisé.
- 1937 : Dans Le Quai de Wigan, George Orwell fustige à son tour l'adoration collective de la machine. Selon lui, le progrès technique recherché pour lui-même ne peut conduire l'humanité qu'à la décadence. Il déplore particulièrement le manque total de lucidité des socialistes sur ce point[74].
- 1938 : Pierre-Maxime Schuhl, dans Machinisme et philosophie, rappelle que les Grecs anciens méprisaient le travail et incite ses contemporains à tirer les enseignements de cette façon ce concevoir l'humanité[75].

#### Années 1940

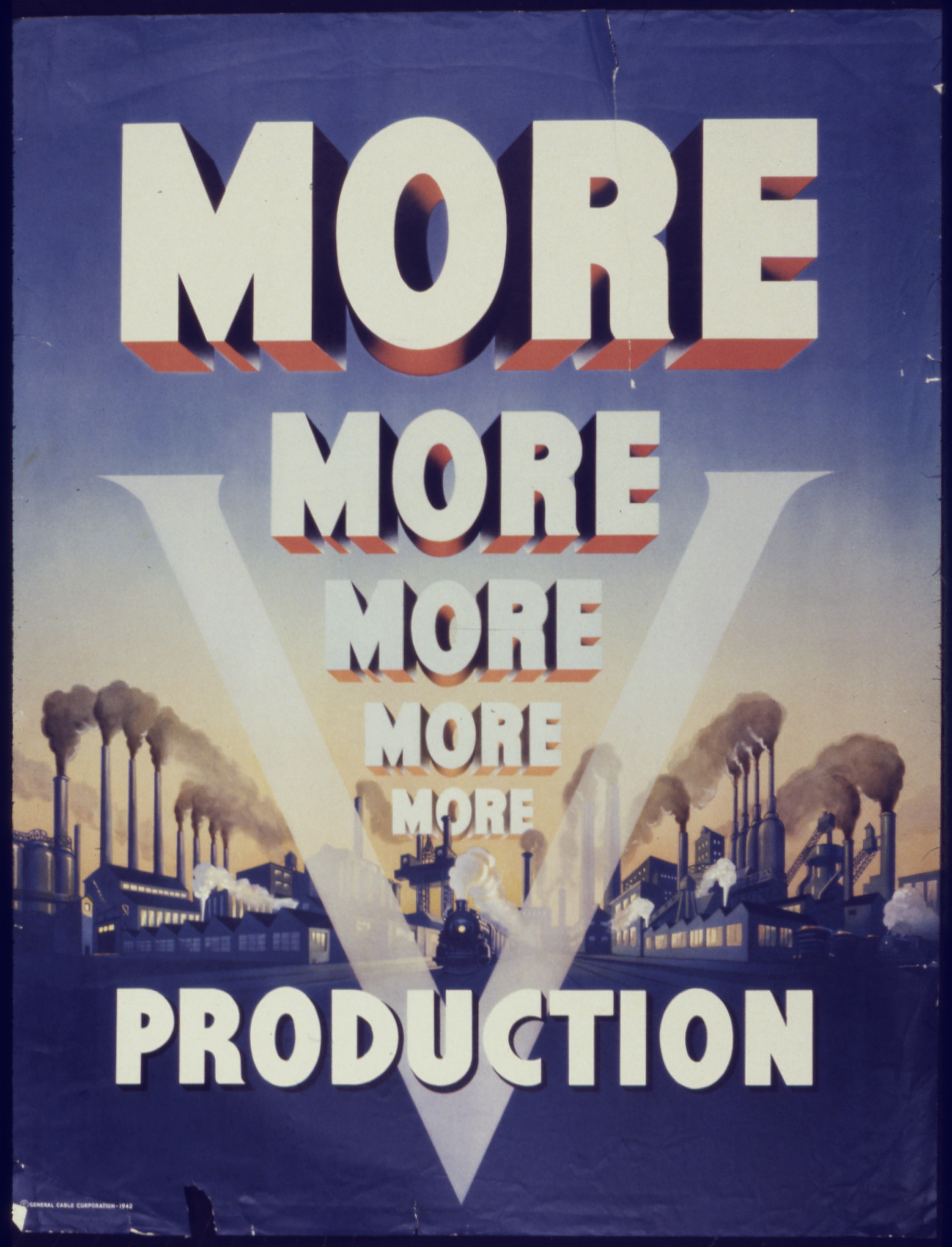
Affiche américaine exaltant le productivisme pendant la Seconde guerre mondiale

- Contexte : durant tout le déroulement de la Deuxième Guerre mondiale, et partout dans le monde, l'activité industrielle se concentre à nouveau sur l'armement. Les critiques à son égard ne reprennent qu'à la fin du conflit. Les milliers de japonais tués en quelques minutes à Hiroshima et Nagasaki, en 1945, hantent alors les esprits : les intellectuels s'accordent sur la difficulté croissante à contrôler le phénomène technique, le soumettre à des considérations éthiques. Plusieurs ouvrages voient le jour durant cette décennie.
- 1944 : dans La Grande Transformation, l'économiste hongrois Karl Polanyi analyse ce qu'il appelle le désencastrement des phénomènes économiques et techniques : leur autonomisation, le fait qu'elles évoluent en dehors de toute considération politique ou sociale. Son approche est originale dans la mesure où il pose le capitalisme et l'économie de marché comme des conséquences de l'idéologie du progrès technique et non l'inverse :

« Une fois que des machines et des installations complexes ont été utilisées en vue de la production dans une société commerciale, l'idée d'un marché autorégulateur ne pouvait que prendre forme. »

- 1945 : dans Les Principes et préceptes du retour à l'évidence[77], Lanza del Vasto jette les bases du principe de simplicité volontaire, au contact de la pensée de Gandhi, qu'il a fréquenté sept ans plus tôt. « Il n'a que faire d'une voiture, il se moque des voitures roulantes, celui qui retourne à l'évidence. Il va seul à pied, celui qui va vers ce-qui-va-de-soi. ».
- 1946 :
  - Dans La perfection de la technique, l'essayiste allemand Friedrich Georg Jünger estime que ce qu'on appelle « le progrès technique » correspond en fait à un déficit spirituel, que la raison cherche à dissimuler. Or, bien qu'illusoire, ce progrès n'en finit pas de méduser les consciences[78]. Il écrit notamment : « Le technicien (…) n’a qu’un œil comme tous les cyclopes. Son empirisme en est déjà un signe. Déterminer à quoi tous ses efforts mènent ne lui causent aucun mal à la tête. Son réalisme consiste précisément en ceci qu’il évite cette question car elle dépasse les limites de son travail. On ne peut attendre de sa part que des connaissances techniques, telles qu’un spécialiste du savoir peut les livrer, mais non des connaissances situées hors de tout savoir technique[79]. »
  - Le sociologue Georges Friedmann analyse les « problèmes humains liés au machinisme industriel », en premier lieu dans le monde du travail[80].
- 1947 : dans son essai La France contre les robots, Georges Bernanos émet une vive critique de la société industrielle, estimant que le machinisme limite la liberté des hommes et perturbe jusqu'à leur mode de pensée.
- 1948 :
  - Dans Présence au monde moderne, Jacques Ellul écrit :

« Aujourd'hui, le moyen se justifie par lui-même, on a dépassé le temps du principe « la fin justifie les moyens ». Bien entendu, il y a encore des (gens) qui soutiennent cette idée (…). Mais en réalité, tout cela, c'est de l'idéologie, en accord avec une époque où l'homme était (encore) maître, spirituellement et matériellement, de ses moyens, où il avait le choix entre plusieurs sortes de moyens (…). Est déclaré « bien » ce qui réussit, “mal” ce qui échoue. (…) Aucun jugement de valeur n'est porté sur un moyen technique. »

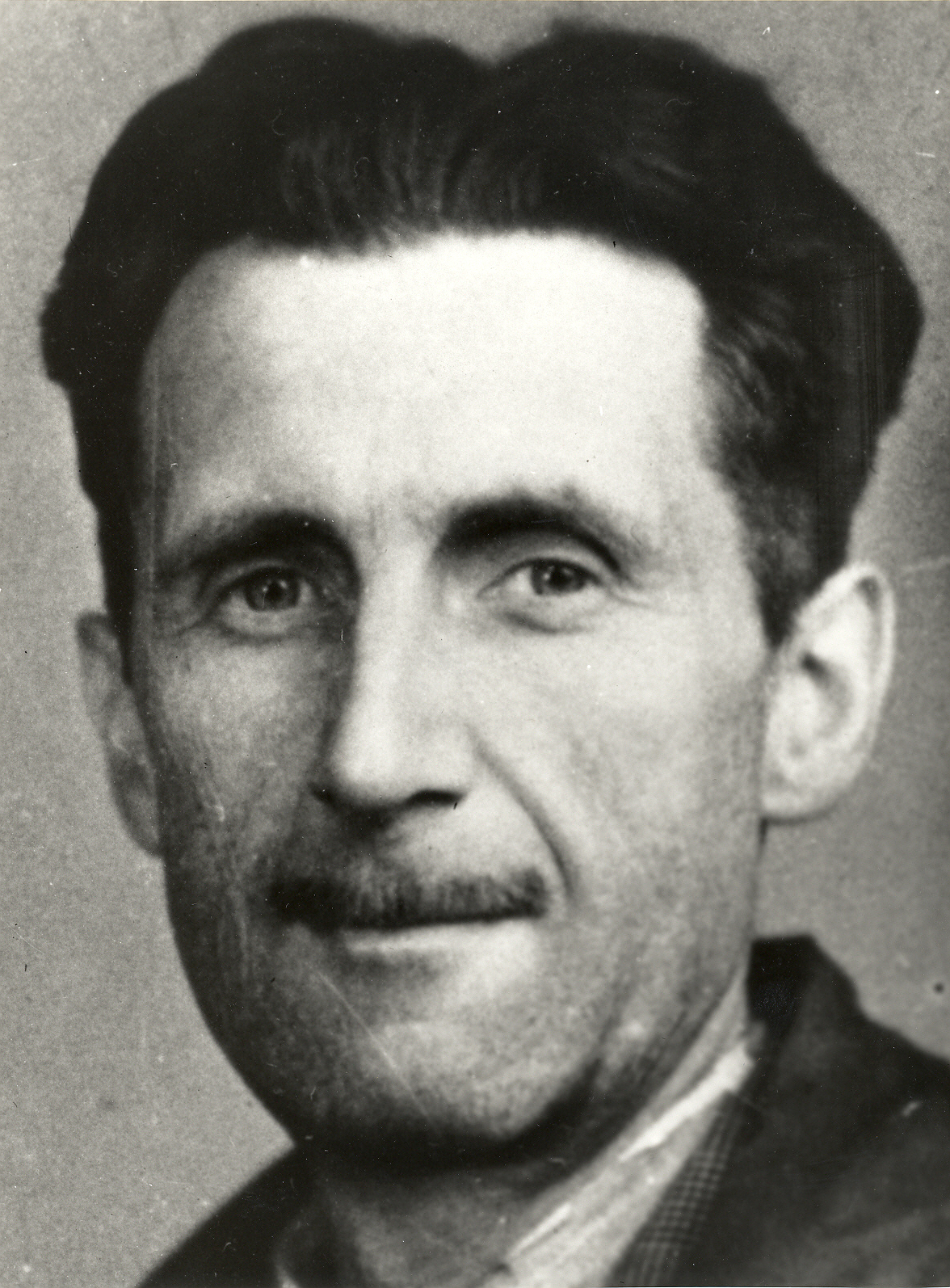
George Orwell

- - dans La Mécanisation au pouvoir, l'historien américain Siegfried Giedion écrit : « Les relations entre l'homme et son environnement sont en perpétuel changement, d'une génération à l'autre, d'une année à l'autre, d'un instant à l'autre. (…) Notre époque réclame un type d'homme capable de faire renaître l'harmonie entre le monde intérieur et la réalité extérieure »[82].
  - Daniel Halévy, Essai sur l'accélération de l'histoire. Étudiant le rythme des grands courants qui ont animé le passé, l'auteur voit dans le déroulement de l'actualité un rythme sans cesse plus frénétique.
  - Lors des Rencontres internationales de Genève intitulées « Progrès technique et progrès moral », Nicolas Berdiaeff tient une conférence au cours de laquelle il conçoit l'évolution de la technique comme étroitement liée au développement de l'étatisme :

« L’homme se trouve placé devant une nouvelle réalité à laquelle il est mal préparé spirituellement. La machine, la technique, constituent une nouvelle réalité qui ne ressemble pas à la réalité du monde organique et inorganique, à la nature que l’homme considérait comme une création de Dieu. C’est une réalité organisée, un monde à part, engendré par la civilisation, par la connaissance et les découvertes de l’homme. La technique a un sens cosmogonique. (…) Les découvertes scientifiques accordent à l’homme une puissance si formidable, une telle puissance de destruction, que les États veulent contrôler cette puissance, se l’approprier. On assiste à une nationalisation des découvertes scientifiques. C’est nécessaire avant tout en prévision d’une guerre. Nous vivons à l’époque d’un formidable essor de l’étatisme. »

- 1949 : dans son roman d'anticipation 1984, l'écrivain George Orwell décrit un monde totalitaire où la domination est assurée par un dispositif de télésurveillance.

#### Années 1950
- Contexte :
  - La phase de reconstruction après la Guerre inaugure une période de forte croissance économique. Grands vainqueurs du conflit, les Américains font en Europe, à travers la culture de masse (notamment le cinéma), la promotion de leur mode de vie, l'American way of life, axé sur l'usage de l'automobile et des appareils électro-ménagers et la consommation de toutes sortes de nouveaux produits, y compris alimentaires. De part et d'autre de l'Atlantique, la publicité ne se contente donc plus de promouvoir ces produits (ce que faisait autrefois « la réclame ») : couplée avec le marketing, et comme lui, elle constitue une technique de communication visant à influencer les comportements. Par ailleurs, la génétique, la cybernétique, l'astronautique - entre autres - provoquent un nouvel engouement pour le « progrès technique ».
  - Quelques intellectuels émettent alors la thèse que le productivisme constitue la façade d'un engouement profond, visant l'ensemble du processus technicien et de tout ce qui peut légitimer l'exercice de la puissance au nom du « progrès » (l’État, les médias…).
- 1950 : faute d'éditeur, Bernard Charbonneau publie son pamphlet L'État à compte d'auteur (l'ouvrage ne sera finalement édité qu'en 1987). Il y avance la thèse que le « progrès technique » a pour corollaire l'instauration d'une structure hiérarchisée à l'excès, l'État : « L'État, c'est la Machine, ou plutôt l'État et la Machine ne sont que deux aspects d'un même devenir. Dans leur tâche unificatrice, l'Industrie et l'État convergent vers un même but. Aujourd'hui, ils sont sur le point de se confondre. […] L'État est notre faiblesse, non notre gloire, voilà la seule vérité politique. Il est impossible de le supprimer, mais il est non moins nécessaire de le réduire au minimum »[84].
- 1952 : dans Destruction et protection de la nature, Roger Heim fustige la modernisation de l'agriculture.
- 1954 : La Technique ou l'Enjeu du siècle, de Jacques Ellul, constitue l'un des ouvrages les plus importants du courant technocritique. L'auteur conçoit la technique comme un phénomène autonome et dépassant largement le cadre du machinisme : la marge de manœuvre des humains pour le contrôler est de plus en plus limitée[85]. Après avoir passé au crible un certain nombre de définitions du mot « technique » faisant habituellement référence, Ellul propose celle-ci : « la préoccupation de l'immense majorité des hommes de notre temps, de rechercher en toutes choses la méthode absolument la plus efficace »[86]. La technique est un facteur qui détermine tous les autres, y compris le capitalisme, sur lequel se cristallisent pourtant la majorité des critiques du monde contemporain : « Il est vain de déblatérer contre le capitalisme : ce n'est pas lui qui crée ce monde, c'est la machine. »[87] Et s'il en est ainsi, poursuit l'auteur, c'est parce que la technique est sacralisée :

« Le sentiment du sacré et le sens du secret sont des éléments sans lesquels l'homme ne peut absolument pas vivre, les psychanalystes sont d'accord là-dessus. Or l'invasion technique désacralise le monde dans lequel l'homme est appelé à vivre. Pour la technique, il n'y pas de sacré, il n'y a pas de mystère, il n'y a pas de tabou. Et cela provient justement du (fait qu'elle est devenue un phénomène autonome). (…) La technique est désacralisante car elle montre, par l'évidence et non par la raison (…) que le mystère n'existe pas. (…) L'homme qui vit dans le milieu technique sait bien qu'il n'y a plus de spirituel nulle part. Et cependant, nous assistons à un étrange renversement ; l'homme ne pouvant vivre sans sacré, il reporte son sens du sacré sur cela même qui a (désacralisé la nature) : la technique. Dans le monde où nous sommes, c'est la technique qui est devenu le mystère essentiel. »

- 1955 : Le Finlandais Pentti Linkola publie, avec Olavi Hilden, son premier ouvrage Suuri Lintukirja. Linkola est l'un des représentants les plus radicaux de l'écologie profonde.
- 1956 : dans L'Obsolescence de l'homme, Günther Anders défend la thèse que l'humanité ne ressort pas grandie du progrès technique. Selon lui, les mass media, tendent à diffuser une idéologie axée sur la puissance. Le quatrième chapitre analyse les répercussions politiques de la bombe atomique : celle-ci rend aussi obsolète la notion de frontière : chaque explosion a des conséquences à échelle planétaire. Réédité sept fois en Allemagne, l'ouvrage ne sera traduit en français qu'en 2001.
- 1957 : Karl Polanyi, dans La Machine et la découverte de la société, écrit : « la technique n’a pas seulement constitué le principe moteur de l’émergence de la société, mais elle a également représenté la partie la plus caractéristique de son anatomie. ». La même année, le psychanalyste suisse Carl Gustav Jung, dans son livre Présent et avenir, écrit :

« L'homme est l'esclave et la victime des machines qui conquièrent pour lui l'espace et le temps. Il est opprimé et menacé au suprême degré par la puissance de ses techniques de guerre qui devraient protéger et assurer son existence physique. »

- 1958 : Dans « Qu'est-ce que la technique ? », Martin Heidegger estime que la caractéristique fondamentale de la civilisation moderne est la technique. Elle est ainsi non pas parce qu'on y trouve des machines ; au contraire, on y trouve des machines parce que la civilisation est technique[91].

La même année, dans Condition de l'homme moderne, Hannah Arendt écrit ces mots :

« On ne s’était jamais demandé si l’homme était adapté ou avait besoin de s’adapter aux outils dont il se servait : autant vouloir l’adapter à ses mains. Le cas des machines est tout différent. Tandis que les outils d’artisanat à toutes les phases du processus de l’œuvre restent les serviteurs de la main, les machines exigent que le travailleur les serve et qu’il adapte le rythme naturel de son corps à leur mouvement mécanique. Cela ne veut pas dire que les hommes en tant que tels s’adaptent ou s’asservissent à leurs machines ; mais cela signifie bien que pendant toute la durée du travail à la machine, le processus mécanique remplace le rythme du corps humain. L’outil le plus raffiné reste au service de la main qu’il ne peut ni guider ni remplacer. La machine la plus primitive guide le travail corporel et éventuellement le remplace tout à fait. (…) Il ne s'agit pas tellement de savoir si nous sommes les esclaves ou les maîtres de nos machines mais si les machines servent encore le monde ou si, au contraire, avec le mouvement automatique de leur processus, elles n'ont pas commencé à dominer, voire à détruire le monde. »

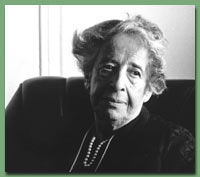
Hannah Arendt (ici en 1975).

- 1959 : dans « Les trois tentations de la machine », Lanza del Vasto diabolise la technique stricto sensu, la comparant au diable dans l'épisode des Trois tentations du Christ raconté dans l'évangile : « Je vais te faire gagner du temps, dit la machine, quand elle parle en agneau, et dès que l'homme se rend à la séduisante invite, tout le temps de sa vie est dévoré par la hâte… Je vais t'épargner de la peine, lui promet-elle, et c'est assez pour qu'il s'engage dans l'inextricable traquenard des colossales industries… Je vais te donner le bien-être. Et aussitôt, voilà l'air empesté, la vue bouchée, la pétarade et la bousculade, l'encombrement et le souci, les tonnes de camelote et les vivres en boîte, le gratte-ciel et la cuisine-usine »[93].

#### Années 1960
- Contexte : la décennie est avant tout celle du développement exponentiel des mass médias, via deux techniques nouvelles : la télévision et les communications par satellite. Le phénomène alimente d'autant plus la critique qu'il attise la communication publicitaire et favorise la naissance de ce que l'on appelle la société de consommation.
- 1962 : dans Printemps silencieux, Rachel Carson affirme que l'utilisation non contrôlée de pesticides peut entraîner une mortalité non seulement chez les animaux, en particulier les oiseaux, mais aussi chez les humains. Le livre est connu pour avoir contribué à lancer le mouvement écologiste dans le monde occidental.
- 1963 : L'historien Maurice Daumas publie l'article "Le mythe de la révolution technique"[94].
- 1964 :
  - L'Éthique protestante et l'esprit du capitalisme (1904-1905), de Max Weber, est traduit en France et va y influencer grandement la sociologie. Mais Jacques Ellul critique aussitôt la thèse du désenchantement du monde :

« Un aspect considérable, qui n’est pas retenu par Weber, c’est celui de la désacralisation. Si l’activité technique a pu prendre l’essor qu’elle a eu à partir du XVIIIe siècle (et qui a aussi conditionné le développement du capitalisme), c’est parce que la Réforme a désacralisé la nature. Celle-ci n’est plus considérée ni avec les restes du paganisme animiste qui subsiste au Moyen Âge, ni avec la conviction qu’elle participe de la nature divine. Une des conséquences de la rigoureuse transcendance de Dieu, est radicalement séparée de lui. Il n’y a donc aucune attitude sacrée, aucun respect sacré à avoir envers la nature. Celle-ci est une sorte de domaine livré à l’homme pour être exploité. L’homme peut faire ce qu’il veut dans cette nature complètement laïcisée. Nous avons là aussi un renversement de conception décisif qui a préparé la possibilité d’une application sans frein des techniques. Il est très regrettable que pour parachever sa démonstration, Weber n’ait pas explicité cette attitude des protestants. »

— Jacques Ellul, Max Weber, L'éthique protestante et l'esprit du capitalisme, Bulletin SEDEIS, no 905, supplément no 1, 20 décembre 1964
- - Le philosophe allemand Herbert Marcuse publie L'Homme unidimensionnel. Les médias et les techniques de publicité et de marketing créant de faux besoins, les individus stimulent eux-mêmes le système de production, si bien que la contestation du capitalisme n'en est que d'autant plus contrariée.
  - Pour comprendre les médias du Canadien Marshall McLuhan. Les médias façonnent les individus plus que les messages qu'ils véhiculent : « le message, c'est le médium ». Du fait qu'ils sont accessibles au public directement (dans les foyers), ils entretiennent l'illusion d'une prise directe avec le réel[95].

- 1965 :

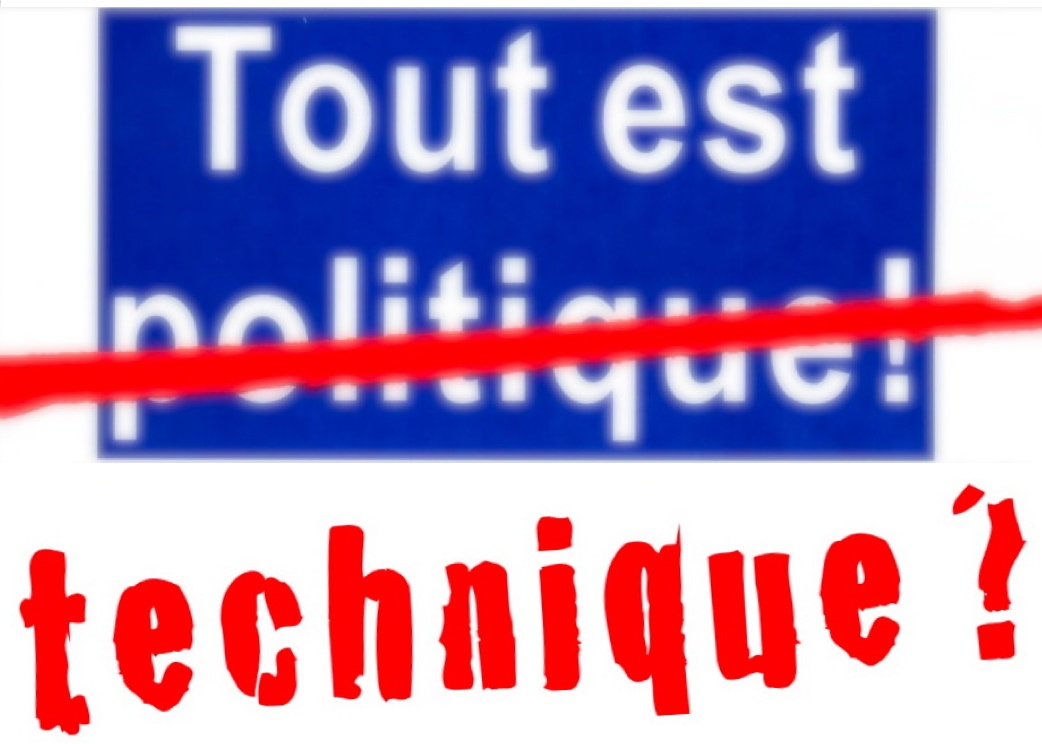
Selon Jacques Ellul, le politique se soumet aux injonctions et aux contrôles du technicien.

- L'Illusion politique, d'Ellul. La politique est une chose illusoire, une simple affaire d'exposition médiatique : ce sont les techniciens qui opèrent les choix décisifs mais cela ne se voit pas au prime abord car, pour masquer leur faible pouvoir de décision, les politiques ne font plus que de la figuration[3].
- Murray Bookchin, penseur libertaire de l'écologie sociale, écrit "Vers une technologie libératrice[96]". Bien qu'il se montre d'entrée très critique envers l'avancée technologique moderne, Bookchin considère malgré tout son potentiel comme une chance et une possibilité de libération. Contrairement aux positions de Jacques Ellul, Bookchin voit la technologie comme intrinsèquement neutre du point de vue de son potentiel.
- 1966 :
  - La Civilisation au carrefour du Tchèque Radovan Richta. Aucune révolution n'est désormais concevable que si elle intègre les évolutions de la technique et lui assigne d'autres buts que la production[97]. Ellul commentera à plusieurs reprises cette thèse.
  - Sept études sur l'homme et la technique de Georges Friedmann. La technique tend à devenir un milieu environnant, en lieu et place du milieu naturel, sans que les humains ne s'en émeuvent, notamment dans le domaine du travail[98].
  - The Historical Roots of Our Ecologic Crisis, conférence de l'historien médiéviste américain Lynn White (éditée l'année suivante), selon laquelle la crise environnementale résulte non seulement du fait que la technique est aujourd'hui sur-valorisée mais qu'elle l'est du fait qu'au Moyen Âge s'est installée l'idée que Dieu avait ordonné à l'homme de « dominer le monde »[99]. Cette thèse sera par la suite abondamment contestée, notamment par Ellul.
- 1967 :
  - Métamorphose du bourgeois d'Ellul : l'idéologie technicienne s'ancre dans l'idéologie du bonheur, elle-même résultante de l'idéologie du bonheur.
  - Le Mythe de la machine (tome 1) de Lewis Mumford, intitulé « Technique et développement humain ».
  - La Société du spectacle de Guy Debord : Les humains sont sous l'emprise de la marchandise mais n'en sont pas conscients. Du coup, les débats de société sont superficiels, ils glissent sur les événements sans en saisir l'essence, entretenant l'image d'un « spectacle » généralisé[100].
- 1969 :
  - Le Jardin de Babylone de Bernard Charbonneau dresse le bilan de la société industrielle : après avoir ravagé la nature, elle finit de l’anéantir en la « protégeant », c'est-à-dire en l’organisant à l'excès[101],[102].
  - Le sociologue français Alain Touraine introduit l'expression « société post-industrielle »[103], suivi quatre ans plus tard par l'Américain Daniel Bell. Cette formule connaîtra rapidement un certain succès mais sera également critiquée au milieu des années 1970.

#### Années 1970
- Contexte : Le rapport des humains à la technique devient de plus en plus ambivalent : d'un côté, la crise pétrolière et les dommages environnementaux causés par la société de consommation exigeant la recherche d'alternatives aux énergies fossiles, il en découle une forme de désenchantement généralisé ; de l'autre, l'électronique s'introduit en masse dans les foyers par le biais de l'industrie vidéoludique, provoquant une forme d'euphorie pouvant mener jusqu'à l'addiction aux écrans. En France, le courant de la technocritique tend à privilégier le premier aspect au détriment du second : un courant émerge, en lien étroit avec le militantisme écologiste mais ses objectifs oscillent entre la contestation du capitalisme (dans la tradition marxiste) et l'antiproductivisme (qui se réclamera par la suite de la « décroissance »). Fertiles en publications, créations de structures associatives et manifestations publiques, les années 1970 témoignent cependant de la difficulté de la pensée technocritique à affirmer sa singularité par rapport au mouvement écologiste.
- 1970 :
  - Le mythe de la machine (tome 2) de Lewis Mumford.
  - La Société de consommation de Jean Baudrillard : les relations sociales sont désormais structurées par la consommation. Celle-ci ne se résume plus au moyen de satisfaire des besoins, elle constitue pour les individus un moyen de se différencier des autres ou au contraire de se conformer aux tendances dominantes.
  - Première manifestation environnementale d'envergure sur le territoire américain (22 avril).
  - Création de la revue Survivre et vivre à l'initiative de trois mathématiciens, dont Alexandre Grothendieck qui prône « la lutte pour la survie de l'espèce humaine, et même de la vie tout court, menacée par le déséquilibre écologique croissant causé par une utilisation indiscriminée de la science et de la technologie » et selon qui « les scientifiques sacrifient tout aux prétendues nécessités de l'expansion et du progrès ». Dix-neuf numéros seront publiés jusqu'en juin 1975.
- 1971 :
  - 1 500 personnes participent à la marche sur Fessenheim, la toute première manifestation contre le nucléaire civil en France. Elle est suivie trois mois plus tard par une marche autour de la centrale nucléaire du Bugey, qui réunit 15 à 20 000 personnes.
  - Création de l'association Greenpeace, ONG se consacrant à la protection de l'environnement.
  - La Lutte du Larzac démarre, qui se manifeste par une occupation de terrain continuelle (préfiguration des zones à défendre) et qui va durer dix ans.
- 1972 :
  - Jacques Ellul publie un article au titre provocateur Plaidoyer contre la défense de l’environnement[104], sans parvenir à provoquer ce qu'il escomptait : une démarcation du milieu technocritique du milieu écologiste[105].
  - L'ingénieur hongrois Dennis Gabor écrit ces mots : « C'est sa propre vitesse qui fait progresser la technique et ceci pour deux raisons : la première est qu'il faut entretenir les industries traditionnelles. La seconde n'est autre que la loi fondamentale de la société technicienne : « ce qui peut être fait techniquement le sera nécessairement ». C'est ainsi que le progrès applique de nouvelles techniques et crée de nouvelles industries sans chercher à savoir si elles sont ou non souhaitables[106]. »
  - Intitulé Limits to Growth (Halte à la croissance, trad. fr. 1973), le premier rapport Meadows constitue un événement déclencheur dans les milieux écologiste et technocritique.
  - Du 5 au 16 juin se déroule à Stockholm la toute première Conférence des Nations unies sur l'environnement. Y sont discutées notamment la question de l'interaction écologie-économie et celle des relations entre pays du Nord et pays du Sud, les premiers étant riches et industrialisés, les seconds gangrénés par la misère. Cet événement marque, au sein de l'écologie politique, une rupture radicale entre deux camps : d'un côté ceux qui, s'inscrivant dans l'esprit de la conférence de Stockholm, continuent de se référer au paradigme de la croissance économique et qui, peu à peu, vont se retrouver autour de la notion de développement durable; en face d'eux, les « décroissants », lecteurs de Georgescu-Roegen et du rapport Meadows ou bien Ellul, Charbonneau et Ivan Illich, et qui souscrivent à l'axiome « Une croissance infinie n'est pas possible dans un monde fini ».
  - Pierre Fournier ouvre une tribune dans Charlie Hebdo puis, jusqu'en 1980, anime le journal La Gueule ouverte. Ellul et Charbonneau, entre autres, y écriront des articles.
  - À Bâle (Suisse), de jeunes Allemands, Suisses et Autrichiens décident d'expérimenter de nouvelles façons de vivre et de faire de la politique dans une région rurale dépeuplée en y fondant une communauté : « nous abandonnons la société industrielle à elle-même, cette société qui sans rémission court à la catastrophe. Nous allons prendre refuge dans des bases de survie, dans ces territoires exsangues que le capitalisme triomphant a cyniquement condamnés à mourir » (l'année suivante, le groupe émigrera en France, près de Forcalquier).
  - Publication de Prométhée réenchaîné de Bernard Charbonneau.
- 1973 :
  - Les nouveaux possédés de Jacques Ellul. L'auteur explique ainsi la faible audience de la pensée technocritique : « L'erreur initiale de ceux qui croient à un monde majeur, peuplé d’hommes adultes, prenant en main leur destin… c'est d’avoir finalement une vue purement intellectuelle de l'homme, ou d'un homme purement intellectuel. (…) Mais voici : être non-religieux n'est pas seulement une affaire d'intelligence, de connaissance, de pragmatisme ou de méthode, c'est une affaire de vertu, d'héroïsme et de grandeur d'âme. Il faut une ascèse singulière pour être non-religieux (…) Ce n'est pas la technique qui nous asservit mais le sacré transféré à la technique, qui nous empêche d'avoir une fonction critique et de la faire servir au développement humain ». La thèse de la sacralisation de la technique ne sera relayée que très marginalement.
  - Tristes campagnes de Bernard Charbonneau : « Tout ce qu'entreprend notre société : les carrières, les lotissements et les zones industrielles, les défrichements et la monoculture, aboutit au même type d'environnement. (…). La destruction du paysage se précipite au fur et à mesure que se restreint ce qui reste à détruire. »
  - Small is Beautiful d'Ernst Friedrich Schumacher (traduit en français six ans plus tard) : l'amélioration des conditions de vie ne passe pas par une technologie sophistiquée nécessitant des importations coûteuses, mais par une « technologie à visage humain » basée sur des techniques locales traditionnelles permettant de générer un revenu pour un maximum de gens et ainsi de stimuler l'économie « par le bas ».
- 1974 : dans Énergie et équité Ivan Illich s'attache à démontrer le caractère contreproductif de l'automobile. Calculant qu’un Américain consacre en moyenne 1 600 heures par an pour acquérir puis entretenir un véhicule, il en conclut que, sur l'année, la vitesse moyenne d'un conducteur effectuant 10 000 kilomètres/an n'est que de 6 km/h.
- 1975 : Création de la collection Technocritique dirigée au Seuil par Jean-Pierre Dupuy (jusqu'en 1981).
- 1976 :
  - Computer Power and Human Reason (en), de Joseph Weizenbaum[107].
  - L'expression « société post-industrielle » est critiquée par Daniel Latouche, Pierre-André Julien et Pierre Lamonde, qui jugent le concept « vague » et « dangereux »[108].
  - Pour une société écologique de Murray Bookchin.
  - En se prononçant en faveur du nucléaire, Patrick Moore, l'un des fondateurs de Greenpeace, contribue à accentuer la scission apparue en 1972 après la Conférence de Stockholm : certains trouvent dans la crise écologique une occasion de faire carrière en composant avec le capitalisme ; d'autres, dont les décroissants, s'affichent comme les plus intransigeants, ce qui crée une scission au sein de la mouvance écologiste, qui demeure aujourd'hui.

- 1977 :

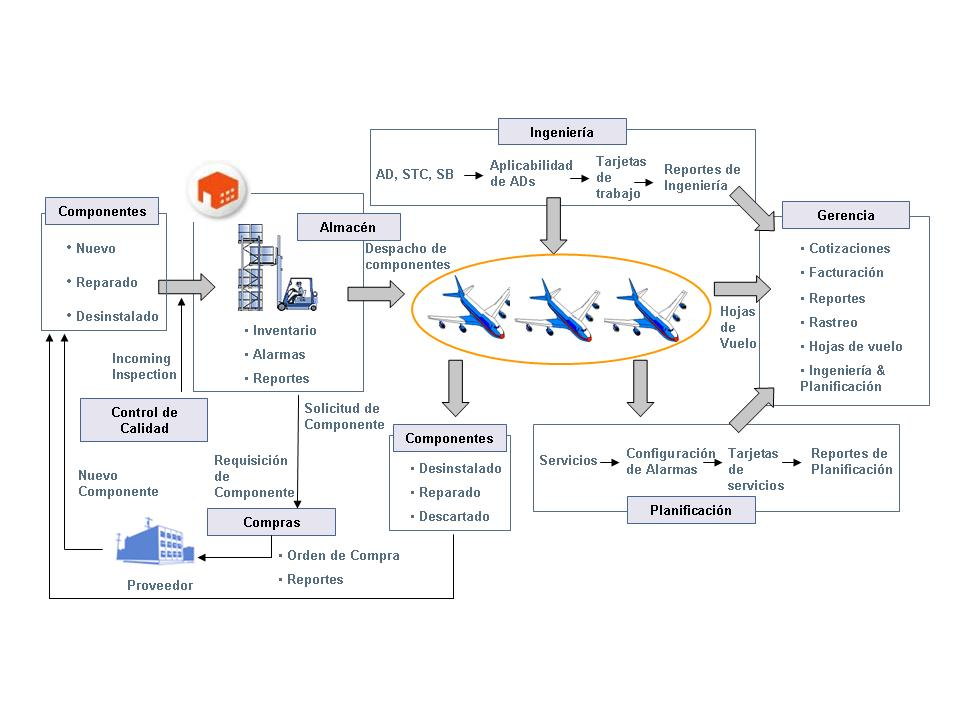
Avec l'ordinateur, estime Ellul, l'idéologie technicienne n'est plus axée sur le travail humain mais sur la gestion des informations. Et en raison du couplage des ordinateurs, elle forme désormais un système.
Ici : un diagramme schématisant un diagramme de flux.

  - Constatant l'interconnexion croissante de tous les réseaux (banques de données, flux, productions, circuits de distribution, publicité, etc.) que l'informatique promet d'amplifier, Jacques Ellul fait dans Le Système technicien l'hypothèse que la technique forme désormais un système englobant.
« Plus les moyens de puissance augmentent, plus les décisions et les choix sont irrationnels. (…). Les choix (n'en sont pas), ils sont en réalité imposés par les moyens techniques et la mentalité technicienne. (…) Une prodigieuse croissance de l'irresponsabilité caractérise le système technicien, (…) La Technique augmente la liberté du technicien, c'est-à-dire son pouvoir, sa puissance. Et c'est à cette croissance de puissance que se ramène la soi-disant liberté due à la Technique »[109].
  - Et lui aussi critique l'expression « société post-industrielle »[110] :
« il me parait bien remarquable qu'à l'époque où l'on développe l'usage des mathématiques dans les sciences humaines, on puisse employer des vocables aussi imprécis et insignifiants. (…) « Post-industriel », cela veut dire que l'on a dépassé le stade industriel. Soit, mais après ? En quoi cela donne-t-il le moindre caractère, la moindre idée de ce qu'est notre société ? A quelqu'un qui n'en saurait rien, on peut définir assez exactement ce qu'est la machine, l'industrie, donc la société industrielle. Mais comment donner un contenu à un post ? »
  - Travailler deux heures par jour, du collectif Adret.
  - Débuts du mouvement antipublicitaire en Californie, avec le Billboard Liberation Front.
  - La manifestation contre le projet de centrale nucléaire Superphénix à Creys-Malville se solde par la mort d'un militant.
- 1977-1978 : Gilbert Hottois crée puis généralise le terme « technoscience »[111]. Le mot sera par la suite fréquemment utilisé par la suite, notamment par le Français Bruno Latour, mais certains en contesteront la pertinence[112],[113].
- 1978 : Écologie et liberté d'André Gorz.
- 1979 :
  - Le Principe responsabilité de Hans Jonas L'emprise technico-scientifique est telle que l'éthique doit se distancier de l'actualité et se projeter dans le temps long.
  - Jacques Grinevald rassemble et traduit plusieurs articles (dont les plus anciens remontent à 1971) de l'économiste et mathématicien américain d'origine roumaine Nicholas Georgescu-Roegen dans un ouvrage qui fait aujourd'hui référence : Demain la décroissance. Entropie, écologie, économie. De fait, Georgescu-Roegen est considéré comme l'inventeur du concept de décroissance (sans toutefois ne jamais employer le terme) et son principal théoricien.

#### Années 1980
- Contexte :

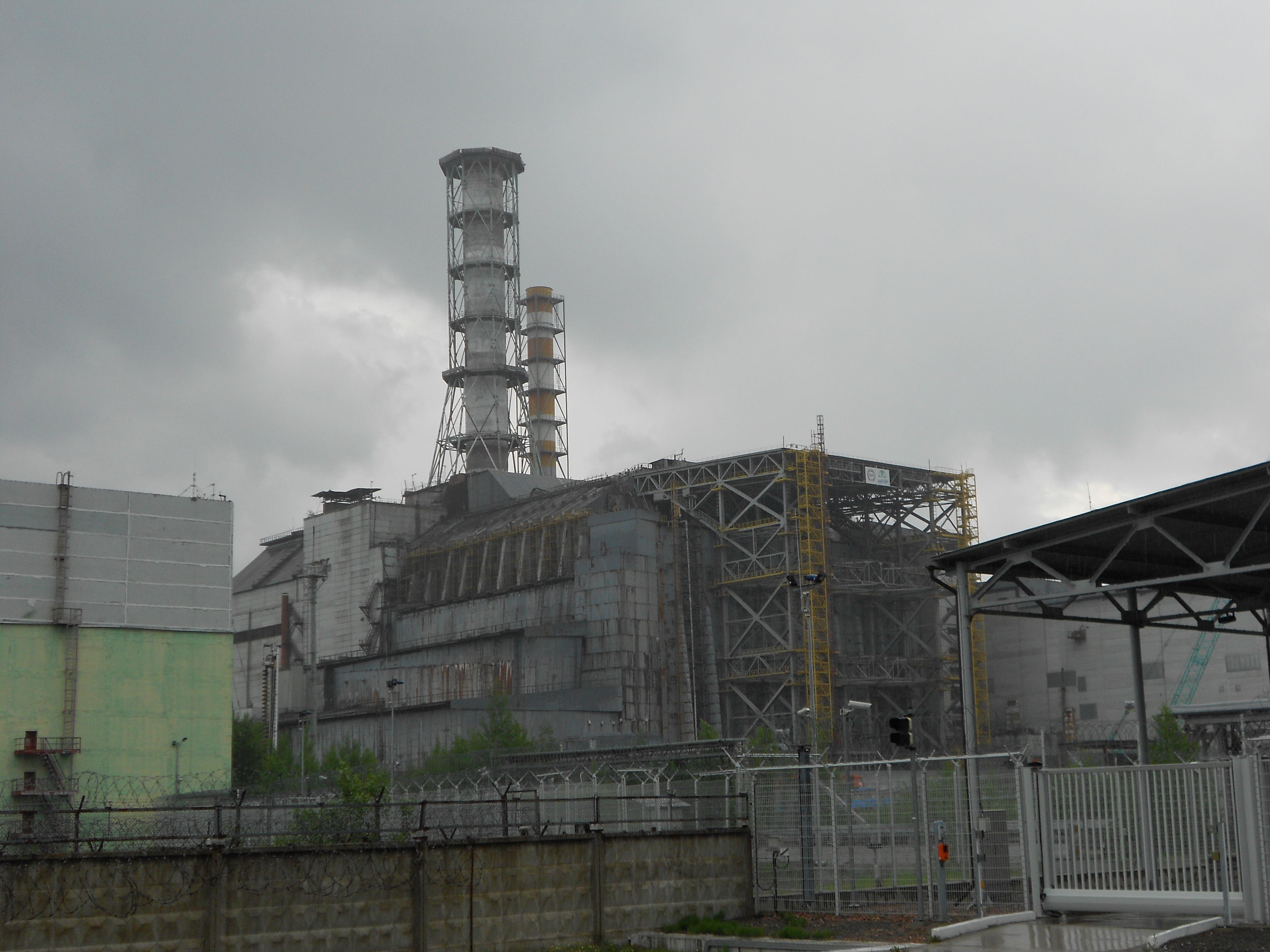
En 1986, l'explosion d'un réacteur de la centrale nucléaire de Tchernobyl (ici photographié en 1993 sous un sarcophage de béton) a contribué à alimenter pendant quelques mois un débat public sur les dangers du "progrès technique". Peu après, le sociologue Ulrich Beck estime que l'époque actuelle est celle de "la société du risque".

  - Alors que l'ordinateur personnel fait irruption dans les foyers, aux États-Unis puis en Europe, l'idéologie néo-libérale « recycle l'esprit libertaire dans la culture d'entreprise »[114] : un grand nombre d'anciens hippies investissent dans les hautes technologies et créent des start-up qui, pour quelques-unes d'entre elles, deviendront les multinationales les plus importantes du début du XXIe siècle (Apple, Google…)[115]. Un grand nombre de sociologues qualifient alors de « postmodernes » les comportements causés par la place croissante de l'informatique dans la vie quotidienne : désinvestissement de la sphère publique, rejet des formes traditionnelles d'autorité, perte de sens des grandes institutions collectives, montée en puissance de l'hédonisme[116]… La décennie est également marquée par la première catastrophe nucléaire de grande ampleur : en 1986, un réacteur de la centrale nucléaire soviétique de Tchernobyl explose au nord de Kiev. Après cet événement, seule en Europe l'Italie mettra un terme à son programme nucléaire civil.
  - Comme lors de la décennie précédente, la pensée technocritique se focalise sur les effets négatifs de la technique sur l'environnement et tend à négliger les origines de sa sacralisation. Et de même qu'elle s'était précédemment alignée sur l'écologisme, elle tend à présent à se confondre avec le mouvement naissant de la décroissance.
- 1980 :
  - Feu vert. Autocritique du mouvement écologique, de Bernard Charbonneau. L'auteur décrit et fustige deux dérives au sein du mouvement écologiste, son institutionnalisation et sa professionnalisation : « L’écologie court désormais les rues. Avec les premiers signes de la crise de l’énergie et du progrès, elle envahit les discours des médias et des ministres, ce qui ne signifie pas forcément qu’ils se traduisent en actes. La prise de conscience solitaire devient un fait social signifié à la télé. Mais par là même le mouvement écologique n’est-il pas réintégré dans la société qu’il prétend transformer ? ».
  - Jaime Semprun publie La nucléarisation du monde. Dans ce pamphlet, l'auteur fustige les politiques, de tous bords, qu'il accuse de privilégier les intérêts à court terme sur les intérêts vitaux à long terme.
  - François Partant, La fin du développement. Naissance d'une alternative ?
- 1983 :
  - De la Modernité de Jean Chesneaux. Résumé : la France a été mise en modernité à une cadence accélérée. Télévision et autoroutes, grands ensembles et ordinateurs ont bouleversé notre insertion dans l'espace et le temps. Nos esprits se sont alignés sur de nouvelles valeurs et de nouveaux modes. Depuis 1981, le PS au pouvoir a dû, à son tour, s'incliner devant la double modernité de la technique et du marché.
  - Penser la technique. Pour une démocratie concrète de Philippe Roqueplo.

- 1984 :

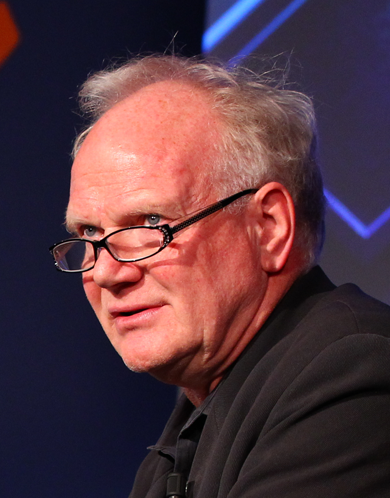
Ulrich Beck

  - Le signe et la Technique. La philosophie à l'épreuve de la technique de Gilbert Hottois (1946-2019).
  - création de l'Encyclopédie des Nuisances, autour de Jaime Semprun (1947-2010).
- 1985 : La Puissance du rationnel, de Dominique Janicaud (1937-2002), qui y dresse un panorama historique de la combinaison de la science et de la technique et constate « qu'une certaine rationalité (celle qui fait s'allier de plus en plus étroitement les sciences et les techniques) produit des effets de puissance sans précédent ».
- 1986 : Risikogesellschaft, par Ulrich Beck (1944-2015) (ouvrage traduit en anglais en 1992 puis en 2001 en français sous le titre La Société du risque). Pour accepter un risque donné, estime Beck, il faudrait que les connaissances minimales nécessaires à la compréhension des situations à risques et des alternatives envisageables soient acquises par les individus. Or, en entretenant l’illusion que les risques techniques peuvent être maîtrisés, l’expertise est source de bien des malentendus[117].
  - The Whale and the Reactor: A Search for Limits in an Age of High Technology par Langdon Winner (1944-)[118].
  - Le huitième jour de la création, de Jacques Neirynck (1931-) (préface d'Ellul) est la réflexion d’un scientifique sur les probabilités d’évolution d’une société dominée par la technique. L’auteur fait appel à une notion découlant de la 2e loi de la thermodynamique, l’entropie, qui sert à mesurer le désordre d’un système.

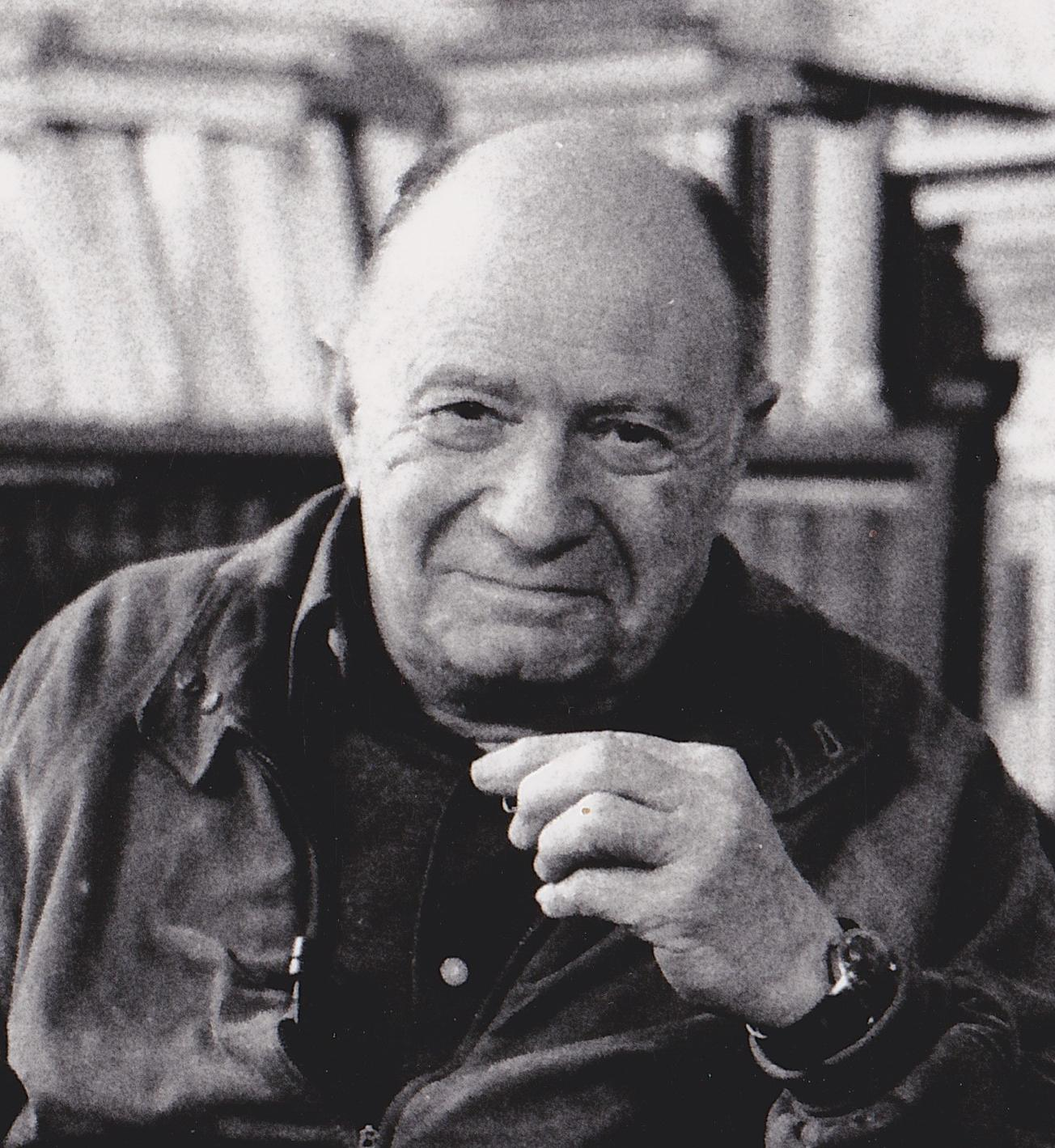
En 1988, avec Le Bluff technologique, Ellul clôt sa trilogie consacrée à la technique.

- 1987 : dans Faut-il refuser le développement ?, Serge Latouche (1940-) argue que toutes les théories économiques sont en déroute, la pensée néo-libérale ne fonctionne qu'en termes de comptabilité nationale, le socialisme est vidé de tout contenu… « La question est donc celle d'une alternative […] au "développementisme" imposé au monde par l'Occident ».
- 1988 : Le Bluff technologique est le troisième et dernier ouvrage que Jacques Ellul (1912-1994) consacre à l'étude de l'idéologie technicienne ainsi qu'au gaspillage et aux grands travaux inutiles qu'elle génère. L'auteur y dénonce « l’usage abusif » du mot « technologie » qui, selon lui, « imite servilement l’usage américain et qui est sans fondement » :

« Le mot "technologie", quel qu’en soit l’emploi moderne des médias, veut dire "discours sur la technique". Faire une étude sur une technique, faire de la philosophie de la technique ou une sociologie de la technique, donner un enseignement d’ordre technique… voilà la technologie ! (Le Robert dit effectivement technologie : "étude des techniques") »

Dans la conclusion, il laisse aller son pessimisme : « Le système technicien, exalté par la puissance informatique, a échappé définitivement à la volonté directionnelle de l’homme ».

#### Années 1990

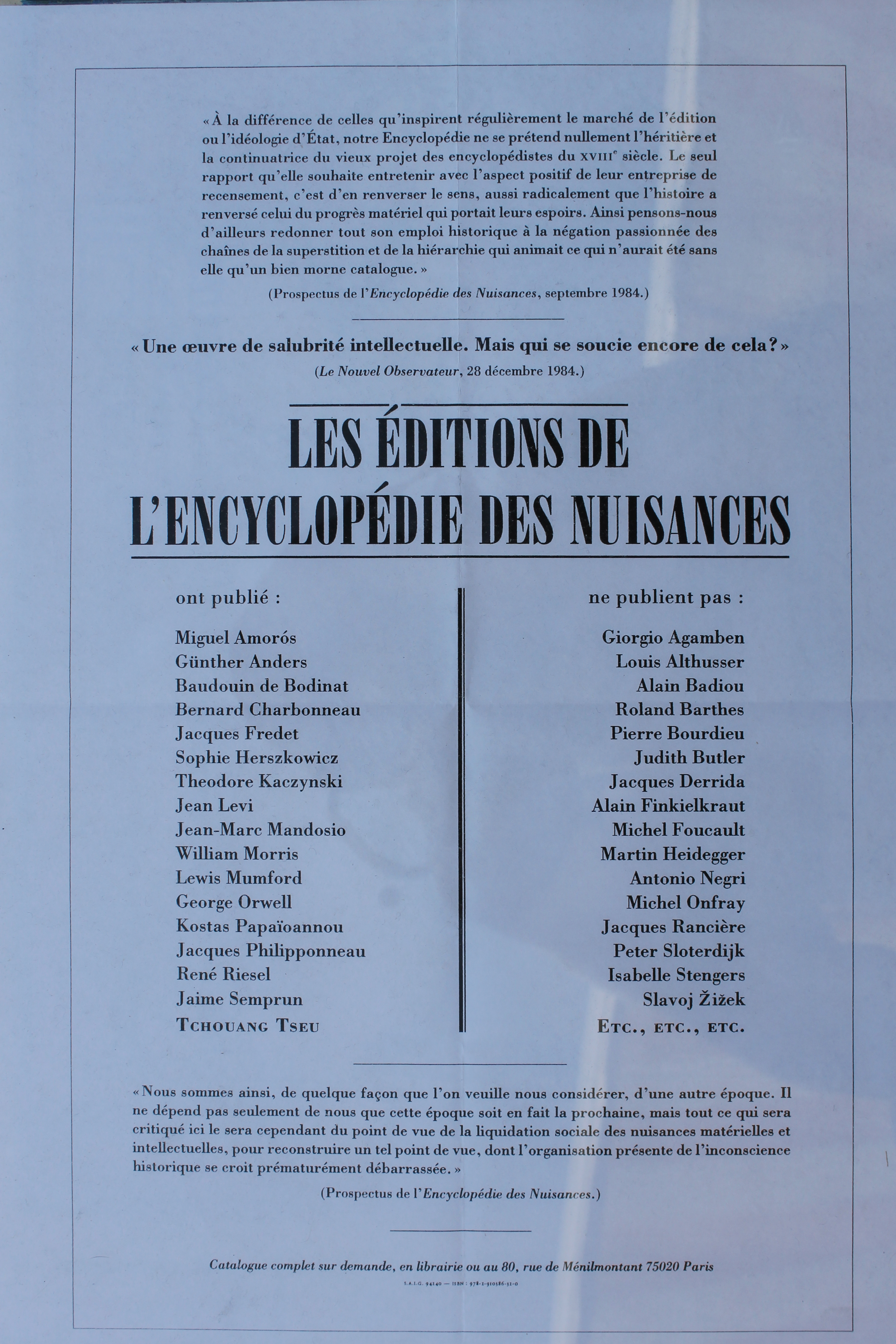
De 1984 à 1992, l'Encyclopédie des Nuisances a publié une revue technocritique, avant de devenir finalement une maison d'édition.

- Contexte : sur le plan politique, la décennie est marquée par le démantèlement de l'Union soviétique et la conversion de nombreux pays au libéralisme, dont la Chine. Sur le plan sociologique, c'est celle du succès faramineux d'Internet, quasi unanimement qualifié de « révolution »[121] : un million d'ordinateurs sont connectés en 1992, 368 millions en 2000. Font également leur apparition les biotechnologies, le clonage, les OGM, le séquençage du génome humain et l'usage du test ADN par la police scientifique. Les politiques soutiennent activement toutes ces évolutions, faisant valoir qu'elles se concrétisent par de nouveaux marchés et sont créatrices d'emplois. Dans un tel climat, la critique des notions de développement et d'innovation technologique tend à devenir inaudible et à ne plus s'exprimer qu'au travers de réactions néo-luddistes désespérées, voire violentes, comme celle de l'Américain Ted Kaczynski.
- 1991 : Albert Jacquard, dans Voici le temps du monde fini, analyse comment la pensée techno-scientifique influence de plus en plus les conceptions du monde, notamment les modèles économiques, et émet une thèse : plus la science et la technique démontrent le caractère limité des ressources naturelles et moins, paradoxalement, les responsables politiques et économiques semblent en tenir compte : « avec des moyens techniques et militaires qui sont ceux d'aujourd'hui, l'humanité continue à penser, donc à agir, en suivant des types de raisonnement qui datent du Moyen Âge ».
- 1992 :
  - Neil Postman, Technopoly: the Surrender of Culture to Technology. L'auteur estime que la population des États-Unis est en grande partie constituée de personnes technophiles, culturellement incapables de déceler le moindre aspect négatif de la technologie[122].
  - L'Encyclopédie des Nuisances devient une maison d'édition.
- 1993 :
  - David F. Noble, Progress Without People; New Technology, Unemployment, and the Message of Resistance[123].
  - Moishe Postone : Time, Labor and Social Domination (traduit en français en 2009) développe un « marxisme antiproductiviste » : revisitant les écrits de Marx, l'auteur affirme que la critique du capitalisme est vaine tant que l'on n'a pas saisi que la valorisation du travail en constitue le cœur.
  - Création du réseau Via Campesina, mouvement international qui coordonne des organisations de petits et moyens paysans. Le mouvement inscrit comme l'un de ses axes de travail prioritaire : « la biodiversité et la lutte contre les OGM ».

- 1995 :

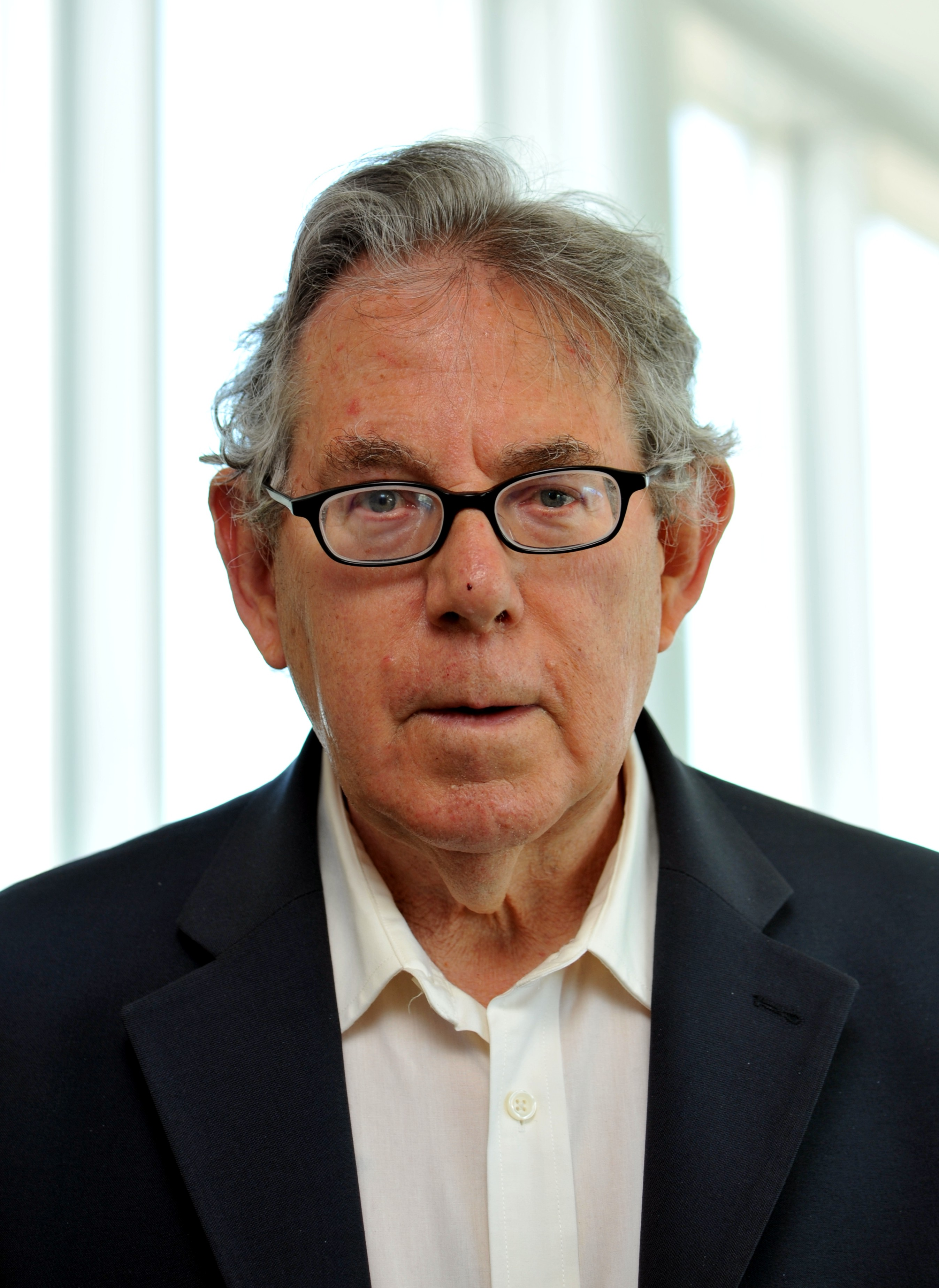
Selon Paul Crutzen, l'incapacité des hommes à maîtriser l'industrialisation a inauguré une nouvelle ère géologique.

  - Le météorologue et chimiste néerlandais Paul Crutzen introduit le terme « anthropocène » pour signifier que l'industrialisation ayant profondément altéré la planète, les humains ont provoqué une nouvelle ère géologique.
  - La même année, publication aux États-Unis de trois ouvrages s'inscrivant dans la ligne néo-luddisme :
    - Industrial Society and Its Future, de Theodore Kaczynski[124]. Jugé coupable de plusieurs actes terroristes depuis 1978, son auteur est emprisonné à vie.
    - Rebels Against the Future: The Luddites and Their War on the Industrial Revolution, de Kirkpatrick Sale (traduit en 2006 sous le titre La Révolte luddite : Briseurs de machines à l'ère de l'industrialisation).
    - Listening to the Land: Conversations about Nature, Culture, and Eros, de Derrick Jensen, selon qui la technique constitue une source d'oppression sans précédent : « Nous sommes les membres de la culture la plus destructrice n'ayant jamais existé. Notre assaut sur le monde naturel, sur les indigènes et les autres cultures, sur les femmes, les enfants, sur chacun d'entre nous par la possibilité d'un suicide nucléaire ou par d'autre moyens… tout ceci est sans précédent dans son énormité et sa férocité ».
- 1996 :
  - Gilbert Rist, Le Développement : histoire d'une croyance occidentale : l'auteur analyse la notion de développement depuis Aristote jusqu’à la crise de 2008.
  - Jean Gimpel, La Fin de l'avenir. Le déclin technologique et la crise de l'Occident : ben qu’exceptionnelle, notre civilisation n’a aucune raison d’évoluer autrement que celles qui l’ont précédée. Toutes ont cru échapper à la décadence, aucune n’y est parvenu.
  - Parution aux États-Unis de Beyond Growth: The Economics of Sustainable Development, de l'économiste Herman Daly, qui se positionne dans la lignée des travaux de Georgescu-Roegen (ouvrage non traduit).
- 1999 :
  - Robert Kurz, Ernst Lohoff et Norbert Trenkle, du groupe Krisis sont les signataires du Manifeste contre le travail, qui fera l'objet d'une critique de fond par Jaime Semprun, rédacteur de la revue Encyclopédie des Nuisances.
  - Les Français Vincent Cheynet et Bruno Clémentin créent la revue Casseurs de Pub.

### XXIesiècle

#### Années 2000
- Contexte : alors que la Chine et l'Inde connaissent une croissance économique sans précédent, atteignant ainsi le statut de pays industrialisés, la raréfaction des ressources énergétiques et le réchauffement climatique commencent à inquiéter les leaders politiques. Or la technocritique peine à se démarquer non seulement de la critique anticapitaliste « classique » (reprenant les grilles de lectures marxistes) mais de « l'économisme », se retranchant alors derrière les labels « antiproductivisme » et « décroissance ».
- 2000 : Après l'effondrement : notes sur l'utopie néotechnologique, de Jean-Marc Mandosio[125].
- 2001 : Bruno Clémentin et Vincent Cheynet opposent le concept de décroissance soutenable à celui de développement durable.
- 2002 :
  - Andrew Feenberg, Transforming Technology: A Critical Theory Revisited[126].
  - Pierre Mounier, Les Maîtres du réseau : l'histoire du cyberespace ressemble à celle de toute nouvelle nation : après le temps du partage vient celui de l'argent et de la foire d'empoigne.

- 2003 :

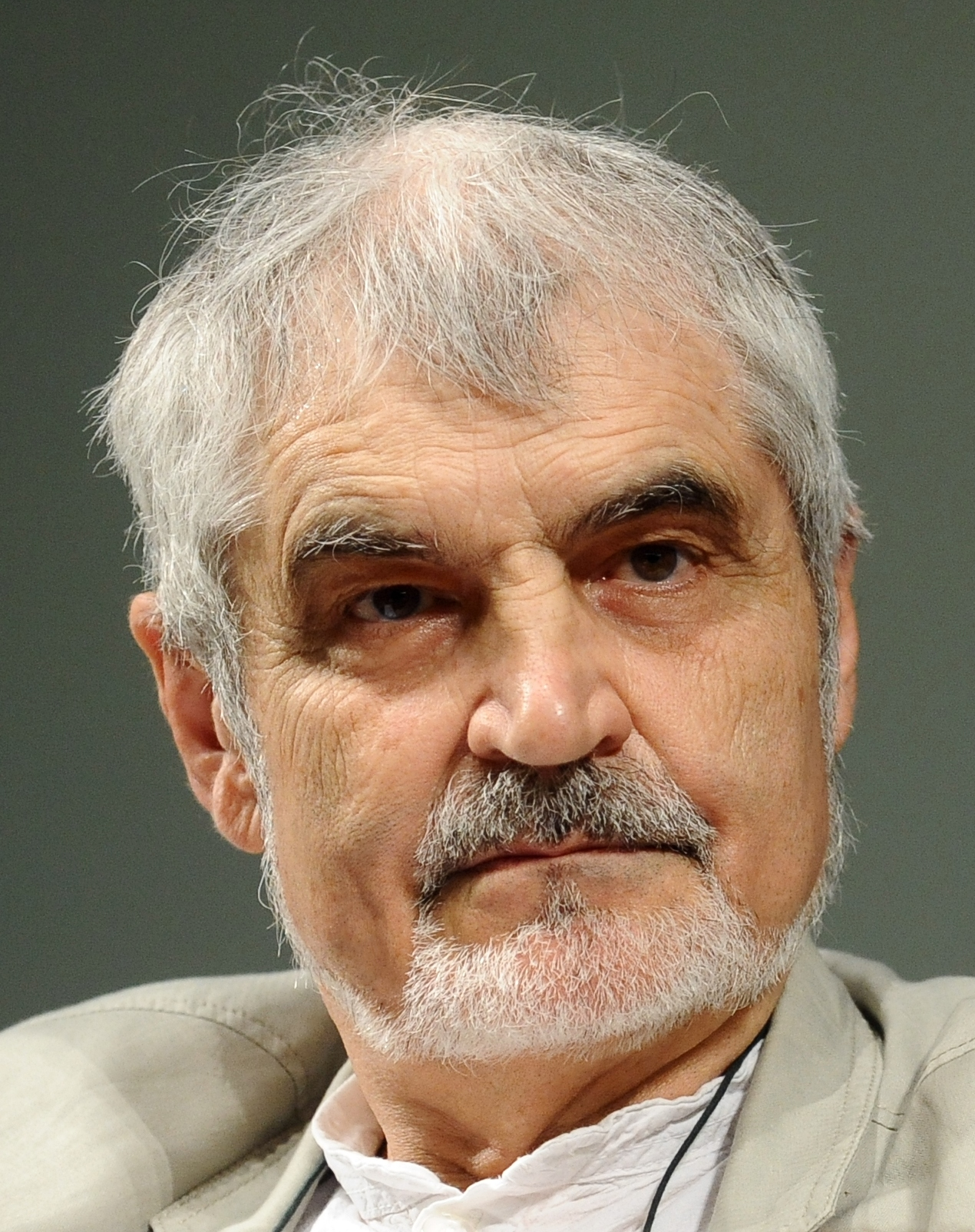
Serge Latouche

  - Le collectif grenoblois Pièces et main-d'œuvre estime que les « nouvelles technologies » constituent le fondement d'un contrôle social totalitaire.
  - Serge Latouche, Décoloniser l'imaginaire : « Le modèle occidental de développement est arrivé à un stade critique. Ses effets négatifs sur la plus grande partie de l'humanité et sur l'environnement sont évidents. Il est nécessaire de le freiner, de le ralentir, voire de l'arrêter avant que des luttes, des cataclysmes ou des guerres ne se déclenchent ».
  - Alain Gras, Fragilité de la puissance. Se libérer de l'emprise technologique, Fayard.
- 2004 :
  - Le Groupe MARCUSE (Mouvement Autonome de Réflexion Critique à l'Usage des Survivants de l'Économie) publie De la misère humaine en milieu publicitaire, aux éditions La Découverte.
  - Dans Le cauchemar de Don Quichotte (éditions La Lenteur), Julien Mattern et Matthieu Amiech constatent que ni la jeunesse altermondialiste ni les économistes dits « hétérodoxes » ne contestent véritablement le principe même de la croissance économique.

Depuis 2005, les éditions de L'Échappée consacrent tous leurs ouvrages sur des sujets technocritiques.

- 2006 : Création de la revue Entropia. Le premier numéro est intitulé « Décroissance et politique ».
- 2007 : Cédric Biagini, Guillaume Carnino, Celia Izoard et Pièces et main d'œuvre, La Tyrannie technologique. Critique de la société numérique, L'Échappée.
- 2008 :
  - Kirkpatrick Sale, Le Mythe du Progrès, éditions Non Fides.
  - À Notre-Dame-des-Landes, au nord de Nantes, le projet de construire un aéroport est contesté par des centaines de citoyens venus de France et d'Europe et qui s'installent dans les habitations dont les précédents occupants ont été expropriés par l'État. Ils fraternisent avec un certain nombre de cultivateurs qui, eux aussi, rejettent l'idéologie productiviste. L'acronyme ZAD (zone d'aménagement différé) est détourné : la zone devient une zone à défendre. En 2018, face à l'obstination des opposants, le Premier ministre annoncera que l'État renonce au projet.
- 2009 : Demain les posthumains : le futur a-t-il encore besoin de nous ? de Jean-Michel Besnier

#### Années 2010
- Contexte : la décennie est marquée par une deuxième catastrophe nucléaire (à Fukushima, en 2011). La pensée technocritique ne s'exprime plus guère alors en dehors des circuits de l'écologisme et des théories de la décroissance. Toutefois, face à l'engouement des foules pour la « révolution numérique » et la montée en puissance du transhumanisme, née du développement exponentiel des nanotechnologies, biotechnologies, informatique et sciences cognitives, certains auteurs essaient de démontrer le caractère irrationnel, voire religieux de cette doctrine et plus généralement de l'engouement collectif pour les mondes virtuels.
- 2010 : Nicholas G. Carr (1959-), The Shallows: What the Internet Is Doing to Our Brains (traduit l'année suivante en France sous le titre Internet rend-il bête ? : Réapprendre à lire et à penser dans un monde fragmenté).
- 2011 : À un économiste atterré appelant à la nécessité de « définanciariser l'économie »[127], un membre de l'Association internationale Jacques Ellul[128] répond que ce type d'appel relève de l'incantation tant que l'on ne prend pas en considération la thèse ellulienne de la sacralisation de la technique[129].

- 2012 :

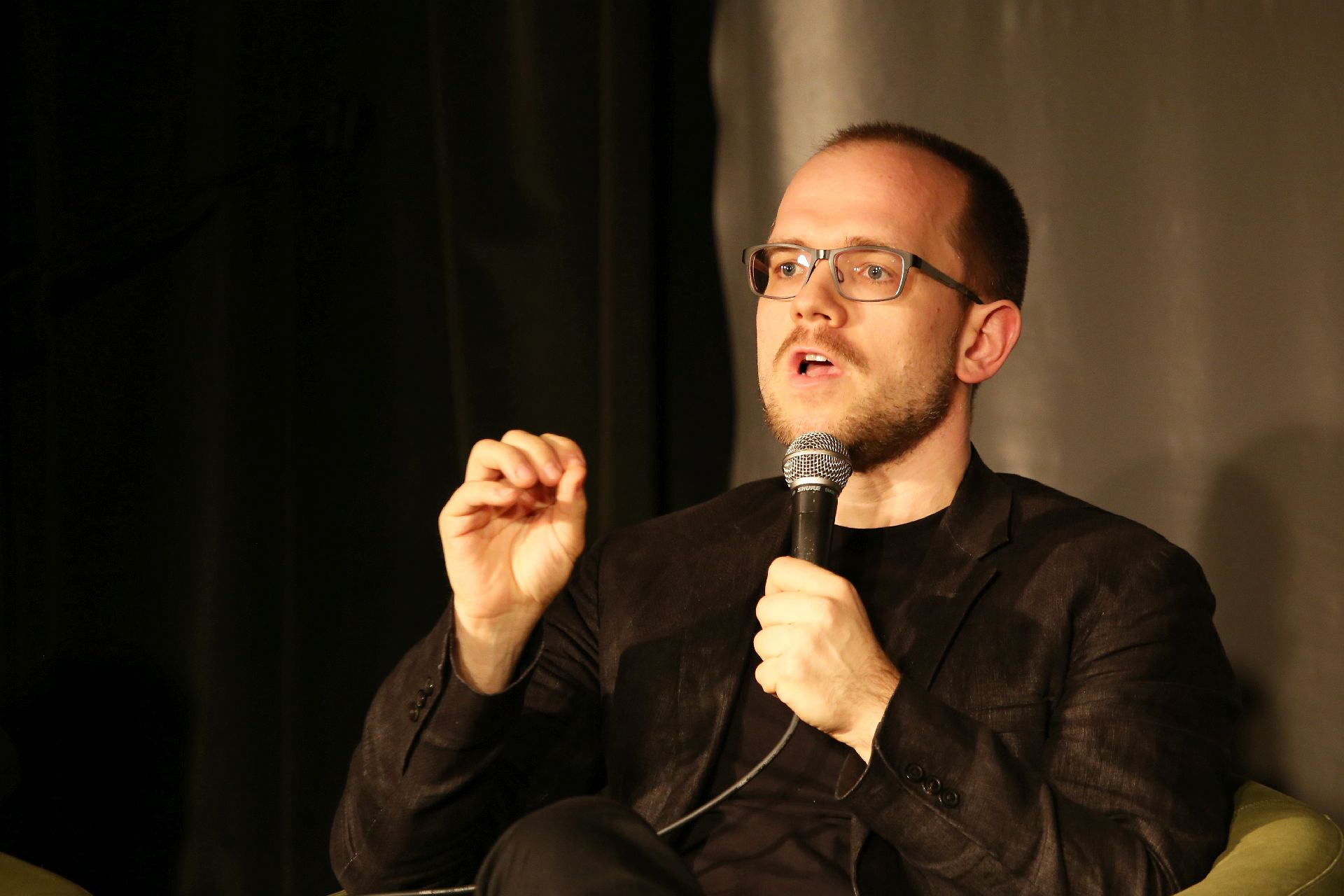
Evgeny Morozov

  - La Liberté dans le coma, essai sur l'identification électronique et les motifs de s'y opposer, du groupe MARCUSE, éditions La Lenteur.
- 2013 :
  - To Save Everything, Click Here, d'Evgeny Morozov (1984-) (traduit l'année suivante sous le titre Pour tout résoudre cliquez ici : L'aberration du solutionnisme technologique).
  - Sortie en France du documentaire Un monde sans humains, de Philippe Borrel.
  - Naissance du collectif Écran total, résistance à la gestion et l’informatisation de nos vies et publication de sa plateforme.
- 2014 :
  - François Jarrige, Technocritiques. Du refus des machines à la contestation des technosciences, La Découverte;
  - Philippe Bihouix, L’âge des low tech. Vers une civilisation techniquement soutenable. Seuil.
  - Nicholas Carr (1959-), The Glass Cage: Automation and Us (traduit trois ans plus tard en France sous le titre Remplacer l'humain : Critique de l'automatisation de la société).

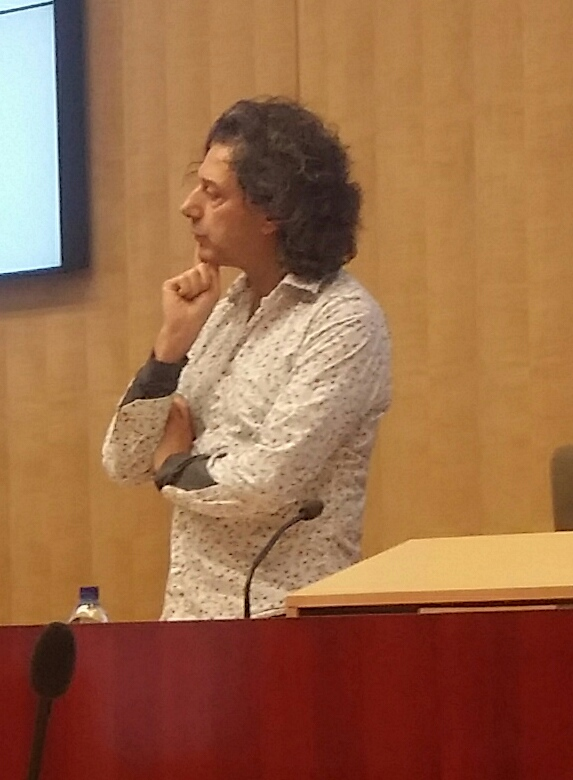
Éric Sadin (1973-)

- 2015 : La Vie algorithmique : Critique de la raison numérique d'Éric Sadin (1973-), L'échappée.
- 2016 :
  - La Silicolonisation du monde : L’irrésistible expansion du libéralisme numérique d'Éric Sadin, L'échappée.
  - Industrialiser l’éducation. Anthologie commentée 1913-2012, sous la direction de Pierre Mœglin, Presses Universitaires de Vincennes.
- 2017 : Homme augmenté, humanité diminuée de Philippe Baqué, Agone.
- 2018 : L'association Technologos formule l'idée qu'il n'existe pas de "communauté technocritique" à proprement parler, et que "les anti-OGM, les anti-nucléaire, les anti-puçage, les anti vidéosurveillance, les anti-pub, etc., font fausse route quand ils font "bandes à part", quand ils se focalisent sur les objets techniques et ne prennent pas en considération le sacré dont la technique dans son ensemble est le réceptacle"[130].
- 2019 :
  - Nouvelle édition, revue et augmentée de La Liberté dans le coma du Groupe Marcuse (éditions La Lenteur).
  - En mai, le journal en ligne Sciences Critiques anime une journée d'études centrée sur le concept de technocritique : « Pourquoi (et comment) critiquer la technologie aujourd’hui ? ». Anthony Laurent, rédacteur en chef, résume les "enjeux" d'une première table-ronde : « pour remporter la lutte contre ces forces qui nous divisent, nous devons procéder à des changements profonds et structurels dans nos modes de vie comme dans nos modes de production et de consommation ». Faisant référence au dernier rapport du Giec sur les impacts du réchauffement climatique, il souligne la nécessité d'un tel changement[131]. Le journaliste Edouard Piely pose ensuite les termes d'un autre débat : quel est l'état des lieux de la pensée technocritique ? Celle-ci peut-elle se convertir en « technoluttes » et quelles seraient alors leurs chances de se faire entendre dans le champ du militantisme, lequel, dans l'immédiat, reste essentiellement concentré sur la critique du capitalisme ? Une « communauté technocritique » est-elle seulement concevable[132] ?
  - Critiques de l’école numérique, ouvrage collectif (L'Échappée)
  - Dans L’Utopie déchue. Une contre-histoire d’Internet, le sociologue et hacktiviste Félix Tréguer tire les conséquences de l’échec des mouvements nés des contre-cultures numériques et propose de renouveler la technocritique : « ce qu’il nous faut d’abord et avant tout, c’est débrancher la machine »[133],[134].

À la fin de la décennie, les analyses oscillent entre deux pôles opposés. Se référant à la pensée de Jacques Ellul, certains estiment qu'il est désormais « trop tard » car « la technique a atteint un degré d'autonomie inégalé » du fait que « l'idéologie technicienne et la sacralisation de la technique restent globalement des impensés ». Selon cette vision, une catastrophe planétaire est inéluctable et il incombe aux humains de s'y préparer au mieux. À l'inverse, d'autres — tel Hugues Bersini, chercheur en informatique — estiment que la partie n'est absolument pas perdue et, notamment, qu'« il est encore temps de reprendre la main sur les algorithmes qui nous gouvernent ».

#### Années 2020
- 2020 :
  - Julia Laïnae et Nicolas Alep, Contre l’alternumérisme, La Lenteur
Les auteurs assimilent la vogue de l'alternumérisme (smartphones équitables, inclusion numérique, ateliers de détox digitale, logiciel libre, open data, démocratie en ligne, neutralité du net…) à une utopie[137].
  - Aurélien Berlan, Terre et liberté. La Quête d’autonomie contre le fantasme de délivrance, La Lenteur.
L'auteur développe l'idée que la liberté au sens actuel est en fait une recherche de délivrance par rapport à la condition humaine qui s'appuie sur le développement technologique du capitalisme industriel. Il invite à renoncer à cette conception mortifère (car elle engendre nuisances écologiques, destruction du lien social) de la liberté pour renouer avec la conception de la liberté en lien avec l'autonomie matérielle que procure la production de la subsistance[138].

#### Revues
- Invariance (revue de Jacques Camatte)
- Encyclopédie des Nuisances, 15 numéros parus entre 1984 et 1992 (revue animée par Jaime Semprun).
- Interrogations, 1986-1991
- Le Point d'Interrogation, 1991-1996
- Les amis de Ludd, Bulletin d'information anti-industriel (trad. de l'espagnol), éd. Petite Capitale, 2005, 142 p. (ISBN 2-9519619-1-X)
- Les amis de Ludd, Bulletin d'information anti-industriel, vol. II (trad. de l'espagnol), éd. La Lenteur, 2009. Plusieurs articles de Miguel Amorós. Sommaire : Les hackers et l'esprit du parasitisme, L'anti-machinisme rural et la mécanisation de l'agriculture sous le franquisme, George Orwell critique du machinisme, Notes sur la société du travail mort, Le mythe du progrès, L'abondance et la technologie dans le mouvement anarchiste, L'État social hydrogéné, Du progrès dans la domestication, Michel Seidman et la Guerre civile, Contre la production d'euphémismes.

#### Ouvrages
(par ordre chronologique décroissant)

XXIe siècle
- Julia Laïnae et Nicolas Alep, Contre l’alternumérisme, La Lenteur, 2020,
- Olivier Tesquet, À la trace, Premier Parallèle, 2020
- Diana Filippova, Technopouvoir, Les Liens qui libèrent, 2019
- Jeffrey Herf, Le Modernisme réactionnaire. Haine de la raison et culte de la technologie aux sources du nazisme, L'Échappée, 2018
- Éric Sadin, L'Intelligence artificielle ou l'enjeu du siècle. Anatomie d'un antihumanisme radical, L'Échappée, 2018
- Miguel Amorós, Préliminaires. Une perspective anti-industrielle, Éditions de la Roue, 2015
- José Ardillo, Les Illusions renouvelables. Énergie et pouvoir : une histoire, L'Échappée, 2015
- (es) Juanma Agulles, Los límites de la conciencia. Ensayos contra la sociedad tecnológica, El Salmón, 2014
- François Jarrige, Technocritiques, La Découverte, 2014
- Olivier Rey, Une question de taille, Stock, 2014
- Arnaud Michon, Le Sens du vent : Notes sur la nucléarisation de la France au temps des illusions renouvelables, L'Encyclopédie des Nuisances, 2010.
- Theodore Kaczynski L'effondrement du système technologique (traduction d'un texte écrit en prison), éditions Xenia, 2008.
- René Riesel et Jaime Semprun, Catastrophisme, administration du désastre et soumission durable, éditions de l'Encyclopédie des Nuisances, 2008.
- Kirkpatrick Sale, Le Mythe du Progrès, éditions Non Fides, 2008, 16 p. [lire en ligne]
- John Zerzan, Qui a tué Ned Ludd ?, éditions Non Fides, 2008. [lire en ligne]
- Kirkpatrick Sale La Révolte luddite : briseurs de machines à l'ère de l'industrialisation, éditions L'échappée, 2006.
- Serge Latouche, La Mégamachine, La Découverte, 2004.
- Mathieu Amiech et Julien Mattern, Le Cauchemar de Don Quichotte : sur l'impuissance de la jeunesse d'aujourd'hui, Éditions Climats, 2004 (réédité en 2014 aux éditions de la Lenteur).
- Alain Gras, Fragilité de la puissance. Se libérer de l'emprise technologique, Fayard, 2003.

XXe siècle
- Günther Anders, L'Obsolescence de l'homme, Éditions de l'Encyclopédie des Nuisances.
- Jean-Marc Mandosio, Après l'effondrement, notes sur l'utopie néotechnologique, Éditions de l'Encyclopédie des Nuisances, 2000.
- Encyclopédie des Nuisances, Remarques sur l'agriculture génétiquement modifiée et la dégradation des espèces, éditions de l'Encyclopédie des Nuisances, 1999.
- John Zerzan, Futur primitif 1994 (traduit en français en 1998 aux éditions de L'Insomniaque).
- Alliance pour l'opposition à toutes les nuisances, Relevé provisoire de nos griefs contre le despotisme de la vitesse à l'occasion de l'extension des lignes du TGV, éditions de l'Encyclopédie des Nuisances, 1998.
- Theodore Kaczynski, La Société industrielle et son avenir (1996), éditions de l'Encyclopédie des Nuisances, 1998. [lire en ligne]
- Gilbert Rist, Le Développement : histoire d'une croyance occidentale, Presses de Sciences Po, Paris, 1996
- Jacques Ellul, Le Bluff technologique, Hachette, 1988 (réédité en 2012, préface de Jean-Luc Porquet).
- John Zerzan, Elements of Refusal, Left Bank Books, Seattle, 1988 (traduit en français en 1999 sous le titre Aux Sources de l'aliénation, éditions de L'Insomniaque).
- Os Cangaceiros, La Domestication industrielle, Non Fides, 1983.
- François Partant, La Fin du développement. Naissance d'une alternative ?, La Découverte / Maspéro, 1982. Réed. Actes Sud, 1997
- Nicholas Georgescu-Roegen, Demain la décroissance. Entropie, écologie, économie. Traduction, présentation et annotation Jacques Grinevald et Ivo Rens, Lausanne, Pierre-Marcel Favre, 1979
- Jacques Ellul, Le Système technicien, 1977 (réédité en 2003 au Cherche-midi).
- Ivan Illich, Tools for conviviality. Trad. fr. La convivialité, 1973 (réédition, Le Seuil, 2003)
- Jacques Ellul, Les Nouveaux Possédés, 1973 (réédité en 2003 aux éditions des Mille et une nuits).
- Donella Meadows, Dennis Meadows et William Behrens, The Limits to Growth, 1972. Traduction : Les Limites de la croissance (dans un monde fini), L'Échiquier, 2012)
- Lewis Mumford, Le Mythe de la machine, 1967-1970 (deux volumes, réédité en 2019 chez l'Encyclopédie des Nuisances, premier tome seulement).
- Jacques Ellul, La Technique ou l'Enjeu du siècle, 1954 (réédité en 2008 chez Economica).

XIXe siècle
- William Morris, L'Âge de l'ersatz et autres textes contre la civilisation moderne, conférence donnée le 18 novembre 1894 à Manchester (texte réédité en 1996 à l'Encyclopédie des Nuisances) [lire en ligne]
- Thomas Carlyle, Past and Present, 1843 (réédité chez L'Harmattan en 2010, sous le titre Cathédrales d'autrefois et usines d'aujourd'hui).

### Documentaires
- Philippe Borrel, Les Insurgés de la Terre, Arte France, 2010, 54 min, voir en ligne
- Philippe Borrel, Un monde sans humains, 2012, 96 min, voir en ligne